# Mistrovství světa v basketbalu žen 2010
16. mistrovství světa v basketbalu žen probíhalo v období od 23. září do 3. října 2010 v České republice.

## Kvalifikace
| Pořadatel - Česko LOH 2008 - USA | Mistrovství Evropy 2009 - Bělorusko - Francie - Rusko - Řecko - Španělsko | Mistrovství Afriky 2009 - Senegal - Mali Mistrovství Asie 2009 - Čína - Japonsko - Korejská rep. | Mistrovství Ameriky 2009 - Argentina - Brazílie - Kanada Mistrovství Oceánie 2009 - Austrálie |

## Pořadatelská města
Turnaj se hrál ve třech českých městech. Zápasy v základních a osmifinálových skupinách se konaly v Brně a Ostravě, závěrečná kola (zápasy o umístění a play-off) v Karlových Varech.
| Brno                | Ostrava         | Karlovy Vary    |
| ------------------- | --------------- | --------------- |
| Městská hala Vodova | ČEZ Aréna       | KV Arena        |
| Kapacita: 3 500     | Kapacita: 9 000 | Kapacita: 6 000 |
|                     |                 |                 |

## Přehled skupin
| Skupina A | Kanada   | Bělorusko   | Čína      | Austrálie |
| Skupina B | Senegal  | Řecko       | USA       | Francie   |
| Skupina C | Mali     | Jižní Korea | Brazílie  | Španělsko |
| Skupina D | Japonsko | Česko       | Argentina | Rusko     |

## Základní skupiny
16 týmů bylo rozlosováno do čtyř skupin. V každé skupině hrály 4 celky jednokolově systémem každý s každým. Do osmifinálových skupin postoupily vždy tři nejlepší celky ze základních skupin. Poslední týmy z každé skupiny dále odehrály vzájemné zápasy o umístění na 13.–16. místě.
| Legenda                                    |
| Poř = pořadí ve skupině                    |
| Tým                                        |
| Záp = počet zápasů                         |
| V = počet výher                            |
| P = počet proher                           |
| Skóre = vstřelené a obdržené body          |
| +/- = rozdíl vstřelených / obdržených bodů |
| Body = počet bodů                          |

### Skupina A (Ostrava)
| Poř | Tým       | Záp | V | P | Skóre   | +/- | Body |
| --- | --------- | --- | - | - | ------- | --- | ---- |
| 1.  | Austrálie | 3   | 3 | 0 | 246:174 | +72 | 6    |
| 2.  | Bělorusko | 3   | 2 | 1 | 188:189 | -1  | 5    |
| 3.  | Kanada    | 3   | 1 | 2 | 161:194 | -33 | 4    |
| 4.  | Čína      | 3   | 0 | 3 | 186:224 | -38 | 3    |

| 23. září 2013 13:00 | Report | Bělorusko                                      | 68 – 57 | Čína                  |  | ČEZ Aréna, Ostrava Počet diváků: 1 650 Rozhodčí: Vicente Bulto (ESP), Ivo Dolinek (CZE), Shoko Suguro (JPN) |
| 23. září 2013 13:00 | Report | Skóre po čtvrtinách: 11:10, 20:17, 21:21, 16:9 |         |                       |  | ČEZ Aréna, Ostrava Počet diváků: 1 650 Rozhodčí: Vicente Bulto (ESP), Ivo Dolinek (CZE), Shoko Suguro (JPN) |
| 23. září 2013 13:00 | Report | Leuchanka 20                                   | Body    | Miao, Liu, Chen N. 13 |  | ČEZ Aréna, Ostrava Počet diváků: 1 650 Rozhodčí: Vicente Bulto (ESP), Ivo Dolinek (CZE), Shoko Suguro (JPN) |
| 23. září 2013 13:00 | Report | Verameyenka 14                                 | Dosk.   | Chen N. 11            |  | ČEZ Aréna, Ostrava Počet diváků: 1 650 Rozhodčí: Vicente Bulto (ESP), Ivo Dolinek (CZE), Shoko Suguro (JPN) |
| 23. září 2013 13:00 | Report | Marchanka 4                                    | Asist.  | Miao 5                |  | ČEZ Aréna, Ostrava Počet diváků: 1 650 Rozhodčí: Vicente Bulto (ESP), Ivo Dolinek (CZE), Shoko Suguro (JPN) |

| 23. září 2013 15:15 | Report | Kanada                                         | 47 – 72 | Austrálie               |  | ČEZ Aréna, Ostrava Počet diváků: 3 470 Rozhodčí: Aleksander Gorškov (RUS), Robert Vyklický (CZE), Gillian Lesli Ann Martindale (BAR) |
| 23. září 2013 15:15 | Report | Skóre po čtvrtinách: 12:20, 11:14, 15:18, 9:20 |         |                         |  | ČEZ Aréna, Ostrava Počet diváků: 3 470 Rozhodčí: Aleksander Gorškov (RUS), Robert Vyklický (CZE), Gillian Lesli Ann Martindale (BAR) |
| 23. září 2013 15:15 | Report | Smith 11                                       | Body    | Harrower, Jacksonová 13 |  | ČEZ Aréna, Ostrava Počet diváků: 3 470 Rozhodčí: Aleksander Gorškov (RUS), Robert Vyklický (CZE), Gillian Lesli Ann Martindale (BAR) |
| 23. září 2013 15:15 | Report | Phillips 6                                     | Dosk.   | Jacksonová 7            |  | ČEZ Aréna, Ostrava Počet diváků: 3 470 Rozhodčí: Aleksander Gorškov (RUS), Robert Vyklický (CZE), Gillian Lesli Ann Martindale (BAR) |
| 23. září 2013 15:15 | Report | Phillips 2                                     | Asist.  | Harrower 3              |  | ČEZ Aréna, Ostrava Počet diváků: 3 470 Rozhodčí: Aleksander Gorškov (RUS), Robert Vyklický (CZE), Gillian Lesli Ann Martindale (BAR) |

| 24. září 2013 13:00 | Report | Čína                                            | 61 – 65 | Kanada   |  | ČEZ Aréna, Ostrava Počet diváků: 1 020 Rozhodčí: Tomas Jasevicius (LTU), Jelena Černovová (RUS), Robert Vyklický (CZE) |
| 24. září 2013 13:00 | Report | Skóre po čtvrtinách: 23:18, 14:12, 13:22, 11:13 |         |          |  | ČEZ Aréna, Ostrava Počet diváků: 1 020 Rozhodčí: Tomas Jasevicius (LTU), Jelena Černovová (RUS), Robert Vyklický (CZE) |
| 24. září 2013 13:00 | Report | Chen N. 22                                      | Body    | Smith 25 |  | ČEZ Aréna, Ostrava Počet diváků: 1 020 Rozhodčí: Tomas Jasevicius (LTU), Jelena Černovová (RUS), Robert Vyklický (CZE) |
| 24. září 2013 13:00 | Report | Ma 7                                            | Dosk.   | Murphy 8 |  | ČEZ Aréna, Ostrava Počet diváků: 1 020 Rozhodčí: Tomas Jasevicius (LTU), Jelena Černovová (RUS), Robert Vyklický (CZE) |
| 24. září 2013 13:00 | Report | Miao 4                                          | Asist.  | Tatham 4 |  | ČEZ Aréna, Ostrava Počet diváků: 1 020 Rozhodčí: Tomas Jasevicius (LTU), Jelena Černovová (RUS), Robert Vyklický (CZE) |

| 24. září 2013 15:15 | Report | Austrálie                                       | 83 – 59 | Bělorusko             |  | ČEZ Aréna, Ostrava Počet diváků: 1 650 Rozhodčí: Fernando Jorge Sampeitro (ARG), Gabriel Chiel Baum Spalter (URU), Shoko Suguro (JPN) |
| 24. září 2013 15:15 | Report | Skóre po čtvrtinách: 24:21, 18:11, 13:11, 28:16 |         |                       |  | ČEZ Aréna, Ostrava Počet diváků: 1 650 Rozhodčí: Fernando Jorge Sampeitro (ARG), Gabriel Chiel Baum Spalter (URU), Shoko Suguro (JPN) |
| 24. září 2013 15:15 | Report | Snell 17                                        | Body    | Verameyenka 14        |  | ČEZ Aréna, Ostrava Počet diváků: 1 650 Rozhodčí: Fernando Jorge Sampeitro (ARG), Gabriel Chiel Baum Spalter (URU), Shoko Suguro (JPN) |
| 24. září 2013 15:15 | Report | Jacksonová 11                                   | Dosk.   | Verameyenka 6         |  | ČEZ Aréna, Ostrava Počet diváků: 1 650 Rozhodčí: Fernando Jorge Sampeitro (ARG), Gabriel Chiel Baum Spalter (URU), Shoko Suguro (JPN) |
| 24. září 2013 15:15 | Report | 3 hráči 2                                       | Asist.  | Tarasava, Marchanka 3 |  | ČEZ Aréna, Ostrava Počet diváků: 1 650 Rozhodčí: Fernando Jorge Sampeitro (ARG), Gabriel Chiel Baum Spalter (URU), Shoko Suguro (JPN) |

| 25. září 2013 13:00 | Report | Čína                                            | 68 – 91 | Austrálie |  | ČEZ Aréna, Ostrava Počet diváků: 4 640 Rozhodčí: Aleksander Gorškov (RUS), Vicente Bulto (ESP), Diniz (BRA) |
| 25. září 2013 13:00 | Report | Skóre po čtvrtinách: 19:32, 17:19, 16:22, 16:18 |         |           |  | ČEZ Aréna, Ostrava Počet diváků: 4 640 Rozhodčí: Aleksander Gorškov (RUS), Vicente Bulto (ESP), Diniz (BRA) |
| 25. září 2013 13:00 | Report | Miao 17                                         | Body    | Taylor 16 |  | ČEZ Aréna, Ostrava Počet diváků: 4 640 Rozhodčí: Aleksander Gorškov (RUS), Vicente Bulto (ESP), Diniz (BRA) |
| 25. září 2013 13:00 | Report | Zhang F. 5                                      | Dosk.   | Grima 8   |  | ČEZ Aréna, Ostrava Počet diváků: 4 640 Rozhodčí: Aleksander Gorškov (RUS), Vicente Bulto (ESP), Diniz (BRA) |
| 25. září 2013 13:00 | Report | Miao 2                                          | Asist.  | 3 hráči 4 |  | ČEZ Aréna, Ostrava Počet diváků: 4 640 Rozhodčí: Aleksander Gorškov (RUS), Vicente Bulto (ESP), Diniz (BRA) |

| 25. září 2013 18:00 | Report | Kanada                                         | 49 – 61 | Bělorusko    |  | ČEZ Aréna, Ostrava Počet diváků: 1 990 Rozhodčí: Ivo Dolinek (CZE), Fernando Jorge Sampietro (ARG), Gillian Lesli Ann Martindale (BAR) |
| 25. září 2013 18:00 | Report | Skóre po čtvrtinách: 16:20, 6:11, 11:15, 16:15 |         |              |  | ČEZ Aréna, Ostrava Počet diváků: 1 990 Rozhodčí: Ivo Dolinek (CZE), Fernando Jorge Sampietro (ARG), Gillian Lesli Ann Martindale (BAR) |
| 25. září 2013 18:00 | Report | Smith 11                                       | Body    | Troina 16    |  | ČEZ Aréna, Ostrava Počet diváků: 1 990 Rozhodčí: Ivo Dolinek (CZE), Fernando Jorge Sampietro (ARG), Gillian Lesli Ann Martindale (BAR) |
| 25. září 2013 18:00 | Report | Achonwa, Murphy 4                              | Dosk.   | Leuchanka 16 |  | ČEZ Aréna, Ostrava Počet diváků: 1 990 Rozhodčí: Ivo Dolinek (CZE), Fernando Jorge Sampietro (ARG), Gillian Lesli Ann Martindale (BAR) |
| 25. září 2013 18:00 | Report | Gabriele 3                                     | Asist.  | Tarasava 5   |  | ČEZ Aréna, Ostrava Počet diváků: 1 990 Rozhodčí: Ivo Dolinek (CZE), Fernando Jorge Sampietro (ARG), Gillian Lesli Ann Martindale (BAR) |

### Skupina B (Ostrava)
| Poř | Tým     | Záp | V | P | Skóre   | +/-  | Body |
| --- | ------- | --- | - | - | ------- | ---- | ---- |
| 1.  | USA     | 3   | 3 | 0 | 288:185 | +103 | 6    |
| 2.  | Francie | 3   | 2 | 1 | 212:181 | +31  | 5    |
| 3.  | Řecko   | 3   | 1 | 2 | 211:236 | -25  | 4    |
| 4.  | Senegal | 3   | 0 | 3 | 165:274 | -109 | 3    |

| 23. září 2013 18:00 | Report | Řecko                                           | 73 – 99 | USA                 |  | ČEZ Aréna, Ostrava Počet diváků: 3 120 Rozhodčí: Jelena Černovová (RUS), Fernando Jorge Sampietro (ARG), Robert Paulik (CZE) |
| 23. září 2013 18:00 | Report | Skóre po čtvrtinách: 18:32, 17:20, 15:15, 23:32 |         |                     |  | ČEZ Aréna, Ostrava Počet diváků: 3 120 Rozhodčí: Jelena Černovová (RUS), Fernando Jorge Sampietro (ARG), Robert Paulik (CZE) |
| 23. září 2013 18:00 | Report | Maltsi 29                                       | Body    | Charles 9           |  | ČEZ Aréna, Ostrava Počet diváků: 3 120 Rozhodčí: Jelena Černovová (RUS), Fernando Jorge Sampietro (ARG), Robert Paulik (CZE) |
| 23. září 2013 18:00 | Report | Kaltsidou 7                                     | Dosk.   | Bird 6              |  | ČEZ Aréna, Ostrava Počet diváků: 3 120 Rozhodčí: Jelena Černovová (RUS), Fernando Jorge Sampietro (ARG), Robert Paulik (CZE) |
| 23. září 2013 18:00 | Report | Kalentzou, Kaltsidou 5                          | Asist.  | McCoughtry, Cash 16 |  | ČEZ Aréna, Ostrava Počet diváků: 3 120 Rozhodčí: Jelena Černovová (RUS), Fernando Jorge Sampietro (ARG), Robert Paulik (CZE) |

| 23. září 2013 20:15 | Report | Senegal                                        | 45 – 83 | Francie              |  | ČEZ Aréna, Ostrava Počet diváků: 1 650 Rozhodčí: Gabriel Chiel Baum Spalter (URU), Karla Diniz (BRA), Tomas Jasevičius(LTU) |
| 23. září 2013 20:15 | Report | Skóre po čtvrtinách: 13:22, 3:22, 16:11, 13:28 |         |                      |  | ČEZ Aréna, Ostrava Počet diváků: 1 650 Rozhodčí: Gabriel Chiel Baum Spalter (URU), Karla Diniz (BRA), Tomas Jasevičius(LTU) |
| 23. září 2013 20:15 | Report | Traore 10                                      | Body    | Beikes, Dumercová 12 |  | ČEZ Aréna, Ostrava Počet diváků: 1 650 Rozhodčí: Gabriel Chiel Baum Spalter (URU), Karla Diniz (BRA), Tomas Jasevičius(LTU) |
| 23. září 2013 20:15 | Report | Diop 11                                        | Dosk.   | Miyem, Amant 6       |  | ČEZ Aréna, Ostrava Počet diváků: 1 650 Rozhodčí: Gabriel Chiel Baum Spalter (URU), Karla Diniz (BRA), Tomas Jasevičius(LTU) |
| 23. září 2013 20:15 | Report |                                                | Asist.  | Dumercová 6          |  | ČEZ Aréna, Ostrava Počet diváků: 1 650 Rozhodčí: Gabriel Chiel Baum Spalter (URU), Karla Diniz (BRA), Tomas Jasevičius(LTU) |

| 24. září 2013 18:00 | Report | USA                                             | 108 – 52 | Senegal        |  | ČEZ Aréna, Ostrava Počet diváků: 1 450 Rozhodčí: Aleksander Gorškov (RUS), Gillian Lesli Ann Martindale (BAR), Moussa Ismaila Toure (MLI) |
| 24. září 2013 18:00 | Report | Skóre po čtvrtinách: 30:11, 28:14, 28:11, 22:16 |          |                |  | ČEZ Aréna, Ostrava Počet diváků: 1 450 Rozhodčí: Aleksander Gorškov (RUS), Gillian Lesli Ann Martindale (BAR), Moussa Ismaila Toure (MLI) |
| 24. září 2013 18:00 | Report | Moore 15                                        | Body     | Dieng 10       |  | ČEZ Aréna, Ostrava Počet diváků: 1 450 Rozhodčí: Aleksander Gorškov (RUS), Gillian Lesli Ann Martindale (BAR), Moussa Ismaila Toure (MLI) |
| 24. září 2013 18:00 | Report | 4 hráči 5                                       | Dosk.    | Traore, Diop 4 |  | ČEZ Aréna, Ostrava Počet diváků: 1 450 Rozhodčí: Aleksander Gorškov (RUS), Gillian Lesli Ann Martindale (BAR), Moussa Ismaila Toure (MLI) |
| 24. září 2013 18:00 | Report | Moore 5                                         | Asist.   | Diatta 5       |  | ČEZ Aréna, Ostrava Počet diváků: 1 450 Rozhodčí: Aleksander Gorškov (RUS), Gillian Lesli Ann Martindale (BAR), Moussa Ismaila Toure (MLI) |

| 24. září 2013 20:15 | Report | Francie                                         | 69 – 55 | Řecko                        |  | ČEZ Aréna, Ostrava Počet diváků: 1 920 Rozhodčí: Ivo Dolinek (CZE), Vicente Bulto (ESP), Karla Diniz (BRA) |
| 24. září 2013 20:15 | Report | Skóre po čtvrtinách: 20:12, 20:11, 11:17, 18:15 |         |                              |  | ČEZ Aréna, Ostrava Počet diváků: 1 920 Rozhodčí: Ivo Dolinek (CZE), Vicente Bulto (ESP), Karla Diniz (BRA) |
| 24. září 2013 20:15 | Report | Miyem 19                                        | Body    | Chatzinikolaou, Kaltsidou 12 |  | ČEZ Aréna, Ostrava Počet diváků: 1 920 Rozhodčí: Ivo Dolinek (CZE), Vicente Bulto (ESP), Karla Diniz (BRA) |
| 24. září 2013 20:15 | Report | Ndongue 10                                      | Dosk.   | Papamichail 9                |  | ČEZ Aréna, Ostrava Počet diváků: 1 920 Rozhodčí: Ivo Dolinek (CZE), Vicente Bulto (ESP), Karla Diniz (BRA) |
| 24. září 2013 20:15 | Report | Dumercová 4                                     | Asist.  | Kalentzou, Lymoura 2         |  | ČEZ Aréna, Ostrava Počet diváků: 1 920 Rozhodčí: Ivo Dolinek (CZE), Vicente Bulto (ESP), Karla Diniz (BRA) |

| 25. září 2013 15:15 | Report | USA                                             | 81 – 60 | Francie            |  | ČEZ Aréna, Ostrava Počet diváků: 4 710 Rozhodčí: Jelena Černovová (RUS), Robert Vyklický (CZE), Moussa Ismaila Toure (MLI) |
| 25. září 2013 15:15 | Report | Skóre po čtvrtinách: 13:10, 23:19, 25:19, 20:12 |         |                    |  | ČEZ Aréna, Ostrava Počet diváků: 4 710 Rozhodčí: Jelena Černovová (RUS), Robert Vyklický (CZE), Moussa Ismaila Toure (MLI) |
| 25. září 2013 15:15 | Report | Taurasi 15                                      | Body    | Miyem 15           |  | ČEZ Aréna, Ostrava Počet diváků: 4 710 Rozhodčí: Jelena Černovová (RUS), Robert Vyklický (CZE), Moussa Ismaila Toure (MLI) |
| 25. září 2013 15:15 | Report | Moore 8                                         | Dosk.   | Miyem, Beikes 4    |  | ČEZ Aréna, Ostrava Počet diváků: 4 710 Rozhodčí: Jelena Černovová (RUS), Robert Vyklický (CZE), Moussa Ismaila Toure (MLI) |
| 25. září 2013 15:15 | Report | Charles 3                                       | Asist.  | Lardy, Dumercová 2 |  | ČEZ Aréna, Ostrava Počet diváků: 4 710 Rozhodčí: Jelena Černovová (RUS), Robert Vyklický (CZE), Moussa Ismaila Toure (MLI) |

| 25. září 2013 20:15 | Report | Senegal                                         | 68 – 83 | Řecko         |  | ČEZ Aréna, Ostrava Počet diváků: 1 015 Rozhodčí: Tomas Jasevičius (LTU), Shoko Suguro (JPN), Gabriel Chiel Baum Spalter (URU) |
| 25. září 2013 20:15 | Report | Skóre po čtvrtinách: 13:22, 16:18, 18:19, 21:24 |         |               |  | ČEZ Aréna, Ostrava Počet diváků: 1 015 Rozhodčí: Tomas Jasevičius (LTU), Shoko Suguro (JPN), Gabriel Chiel Baum Spalter (URU) |
| 25. září 2013 20:15 | Report | Traoré 14                                       | Body    | Maltsi 31     |  | ČEZ Aréna, Ostrava Počet diváků: 1 015 Rozhodčí: Tomas Jasevičius (LTU), Shoko Suguro (JPN), Gabriel Chiel Baum Spalter (URU) |
| 25. září 2013 20:15 | Report | Diop 11                                         | Dosk.   | Papamichail 7 |  | ČEZ Aréna, Ostrava Počet diváků: 1 015 Rozhodčí: Tomas Jasevičius (LTU), Shoko Suguro (JPN), Gabriel Chiel Baum Spalter (URU) |
| 25. září 2013 20:15 | Report | Gueye 2                                         | Asist.  | Kalentzou 4   |  | ČEZ Aréna, Ostrava Počet diváků: 1 015 Rozhodčí: Tomas Jasevičius (LTU), Shoko Suguro (JPN), Gabriel Chiel Baum Spalter (URU) |

### Skupina C (Brno)

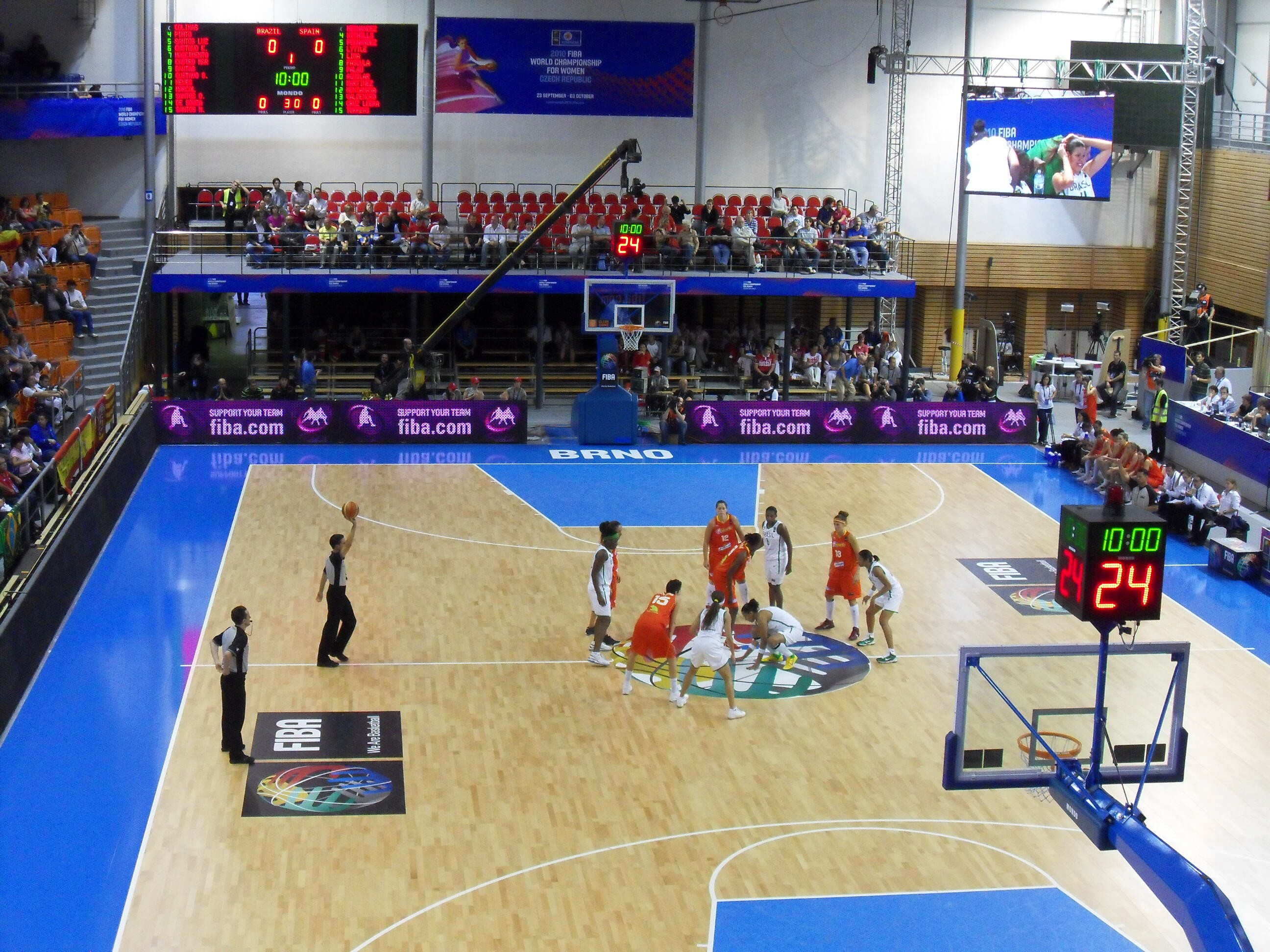
Zahájení zápasu Brazílie – Španělsko

| Poř | Tým         | Záp | V | P | Skóre   | +/- | Body |
| --- | ----------- | --- | - | - | ------- | --- | ---- |
| 1.  | Španělsko   | 3   | 3 | 0 | 233:162 | +71 | 6    |
| 2.  | Jižní Korea | 3   | 2 | 1 | 198:210 | -12 | 5    |
| 3.  | Brazílie    | 3   | 1 | 2 | 197:203 | -6  | 4    |
| 4.  | Mali        | 3   | 0 | 3 | 175:228 | -53 | 3    |

| 23. září 2013 15:15 | Report | Jižní Korea                                    | 61 – 60 | Brazílie          |  | Městská hala Vodova, Brno Počet diváků: 2 300 Rozhodčí: Roberto Chiari (ITA), Grzegorz Ziemblicki (POL), Timothy Andrew Frederick Brown (NZL) |
| 23. září 2013 15:15 | Report | Skóre po čtvrtinách: 21:19, 12:10, 15:22, 13:9 |         |                   |  | Městská hala Vodova, Brno Počet diváků: 2 300 Rozhodčí: Roberto Chiari (ITA), Grzegorz Ziemblicki (POL), Timothy Andrew Frederick Brown (NZL) |
| 23. září 2013 15:15 | Report | Kim K. 14                                      | Body    | de Souza 15       |  | Městská hala Vodova, Brno Počet diváků: 2 300 Rozhodčí: Roberto Chiari (ITA), Grzegorz Ziemblicki (POL), Timothy Andrew Frederick Brown (NZL) |
| 23. září 2013 15:15 | Report | Jung S.M. 8                                    | Dosk.   | de Souza 12       |  | Městská hala Vodova, Brno Počet diváků: 2 300 Rozhodčí: Roberto Chiari (ITA), Grzegorz Ziemblicki (POL), Timothy Andrew Frederick Brown (NZL) |
| 23. září 2013 15:15 | Report | Park 7                                         | Asist.  | Pinto, de Souza 4 |  | Městská hala Vodova, Brno Počet diváků: 2 300 Rozhodčí: Roberto Chiari (ITA), Grzegorz Ziemblicki (POL), Timothy Andrew Frederick Brown (NZL) |

| 23. září 2013 20:15 | Report | Mali                                          | 36 – 80 | Španělsko    |  | Městská hala Vodova, Brno Počet diváků: 1 685 Rozhodčí: Roberto Vasquez (PUR), Felicia Andrea Grinter (USA), Charles Foster (RSA) |
| 23. září 2013 20:15 | Report | Skóre po čtvrtinách: 7:15, 6:26, 10:24, 13:15 |         |              |  | Městská hala Vodova, Brno Počet diváků: 1 685 Rozhodčí: Roberto Vasquez (PUR), Felicia Andrea Grinter (USA), Charles Foster (RSA) |
| 23. září 2013 20:15 | Report | Sissoko 12                                    | Body    | Valdemoro 18 |  | Městská hala Vodova, Brno Počet diváků: 1 685 Rozhodčí: Roberto Vasquez (PUR), Felicia Andrea Grinter (USA), Charles Foster (RSA) |
| 23. září 2013 20:15 | Report | Coulibaly 6                                   | Dosk.   | Lyttle 7     |  | Městská hala Vodova, Brno Počet diváků: 1 685 Rozhodčí: Roberto Vasquez (PUR), Felicia Andrea Grinter (USA), Charles Foster (RSA) |
| 23. září 2013 20:15 | Report | Maïga-Ba 3                                    | Asist.  | Montañana 5  |  | Městská hala Vodova, Brno Počet diváků: 1 685 Rozhodčí: Roberto Vasquez (PUR), Felicia Andrea Grinter (USA), Charles Foster (RSA) |

| 24. září 2013 15:15 | Report | Španělsko                                      | 84 – 69 | Jižní Korea |  | Městská hala Vodova, Brno Počet diváků: 1 730 Rozhodčí: Spyridon Gontas (GRE), Dawna Townsend (CAN), Charles Foster (RSA) |
| 24. září 2013 15:15 | Report | Skóre po čtvrtinách: 23:23, 13:7, 21:18, 27:21 |         |             |  | Městská hala Vodova, Brno Počet diváků: 1 730 Rozhodčí: Spyridon Gontas (GRE), Dawna Townsend (CAN), Charles Foster (RSA) |
| 24. září 2013 15:15 | Report | Lyttle 28                                      | Body    | Beon 23     |  | Městská hala Vodova, Brno Počet diváků: 1 730 Rozhodčí: Spyridon Gontas (GRE), Dawna Townsend (CAN), Charles Foster (RSA) |
| 24. září 2013 15:15 | Report | Lyttle 15                                      | Dosk.   | Beon 7      |  | Městská hala Vodova, Brno Počet diváků: 1 730 Rozhodčí: Spyridon Gontas (GRE), Dawna Townsend (CAN), Charles Foster (RSA) |
| 24. září 2013 15:15 | Report | Valdemoro 5                                    | Asist.  | Jung S.M. 5 |  | Městská hala Vodova, Brno Počet diváků: 1 730 Rozhodčí: Spyridon Gontas (GRE), Dawna Townsend (CAN), Charles Foster (RSA) |

| 24. září 2013 20:15 | Report | Brazílie                                        | 80 – 73 | Mali         |  | Městská hala Vodova, Brno Počet diváků: 2 380 Rozhodčí: Nicolas Maestre (FRA), Bing Liang (CHN), Snehal Bendke (IND) |
| 24. září 2013 20:15 | Report | Skóre po čtvrtinách: 14:12, 22:19, 22:23, 22:19 |         |              |  | Městská hala Vodova, Brno Počet diváků: 2 380 Rozhodčí: Nicolas Maestre (FRA), Bing Liang (CHN), Snehal Bendke (IND) |
| 24. září 2013 20:15 | Report | Luz 20                                          | Body    | Diawara 15   |  | Městská hala Vodova, Brno Počet diváků: 2 380 Rozhodčí: Nicolas Maestre (FRA), Bing Liang (CHN), Snehal Bendke (IND) |
| 24. září 2013 20:15 | Report | de Souza 6                                      | Dosk.   | Coulibaly 15 |  | Městská hala Vodova, Brno Počet diváků: 2 380 Rozhodčí: Nicolas Maestre (FRA), Bing Liang (CHN), Snehal Bendke (IND) |
| 24. září 2013 20:15 | Report | Pinto 7                                         | Asist.  | Maïga-Ba 4   |  | Městská hala Vodova, Brno Počet diváků: 2 380 Rozhodčí: Nicolas Maestre (FRA), Bing Liang (CHN), Snehal Bendke (IND) |

| 25. září 2013 15:15 | Report | Mali                                                        | 66 – 68 | Jižní Korea  | prodl. | Městská hala Vodova, Brno Počet diváků: 1 435 Rozhodčí: Roberto Chiari (ITA), Timothy Andrew Frederick Brown (NZL), Bing Liang (CHN) |
| 25. září 2013 15:15 | Report | Skóre po čtvrtinách: 9:26, 21:11, 14:13, 18:12, Prodl.: 4:6 |         |              | prodl. | Městská hala Vodova, Brno Počet diváků: 1 435 Rozhodčí: Roberto Chiari (ITA), Timothy Andrew Frederick Brown (NZL), Bing Liang (CHN) |
| 25. září 2013 15:15 | Report | Maïga-Ba, Coulibaly 16                                      | Body    | Beon 21      | prodl. | Městská hala Vodova, Brno Počet diváků: 1 435 Rozhodčí: Roberto Chiari (ITA), Timothy Andrew Frederick Brown (NZL), Bing Liang (CHN) |
| 25. září 2013 15:15 | Report | Coulibaly 12                                                | Dosk.   | Jung S.M. 11 | prodl. | Městská hala Vodova, Brno Počet diváků: 1 435 Rozhodčí: Roberto Chiari (ITA), Timothy Andrew Frederick Brown (NZL), Bing Liang (CHN) |
| 25. září 2013 15:15 | Report | Diawara 3                                                   | Asist.  | Beon 6       | prodl. | Městská hala Vodova, Brno Počet diváků: 1 435 Rozhodčí: Roberto Chiari (ITA), Timothy Andrew Frederick Brown (NZL), Bing Liang (CHN) |

| 25. září 2013 18:00 | Report | Brazílie                                      | 57 – 69 | Španělsko    |  | Městská hala Vodova, Brno Počet diváků: 2 840 Rozhodčí: Nicolas Maestre (FRA), Roberto Vasquez (PUR), Vaughan Charles Mayberry (AUS) |
| 25. září 2013 18:00 | Report | Skóre po čtvrtinách: 15:15, 8:22, 15:23, 19:9 |         |              |  | Městská hala Vodova, Brno Počet diváků: 2 840 Rozhodčí: Nicolas Maestre (FRA), Roberto Vasquez (PUR), Vaughan Charles Mayberry (AUS) |
| 25. září 2013 18:00 | Report | de Souza 14                                   | Body    | Valdemoro 17 |  | Městská hala Vodova, Brno Počet diváků: 2 840 Rozhodčí: Nicolas Maestre (FRA), Roberto Vasquez (PUR), Vaughan Charles Mayberry (AUS) |
| 25. září 2013 18:00 | Report | de Souza 13                                   | Dosk.   | Lyttle 8     |  | Městská hala Vodova, Brno Počet diváků: 2 840 Rozhodčí: Nicolas Maestre (FRA), Roberto Vasquez (PUR), Vaughan Charles Mayberry (AUS) |
| 25. září 2013 18:00 | Report | Pinto, Gustavo 3                              | Asist.  | Lyttle 5     |  | Městská hala Vodova, Brno Počet diváků: 2 840 Rozhodčí: Nicolas Maestre (FRA), Roberto Vasquez (PUR), Vaughan Charles Mayberry (AUS) |

### Skupina D (Brno)

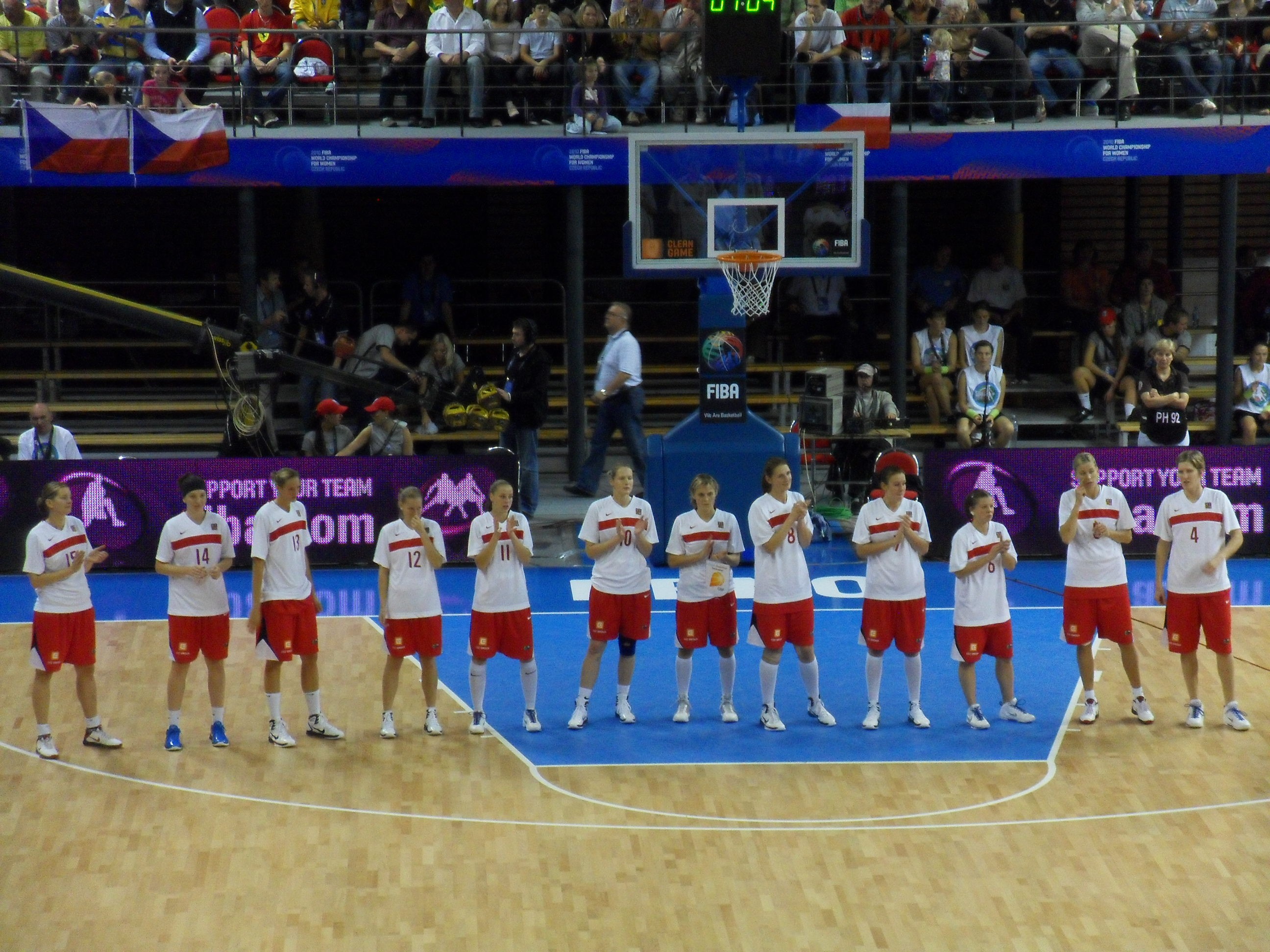
Nastoupený český tým před zápasem s Japonskem

Soupiska – ČeskoJana Veselá, Ivana Večeřová, Veronika Bortelová, Edita Šujanová, Ilona Burgrová, Hana Horáková, Michaela Ferančíková, Kateřina Elhotová, Markéta Bednářová, Petra Kulichová, Tereza Pecková, Eva Vítečková, trenér: Lubor Blažek
| Poř | Tým       | Záp | V | P | Skóre   | +/- | Body |
| --- | --------- | --- | - | - | ------- | --- | ---- |
| 1.  | Rusko     | 3   | 3 | 0 | 218:174 | +44 | 6    |
| 2.  | Česko     | 3   | 2 | 1 | 185:168 | +17 | 5    |
| 3.  | Japonsko  | 3   | 1 | 2 | 182:210 | -28 | 4    |
| 4.  | Argentina | 3   | 0 | 3 | 170:203 | -33 | 3    |

| 23. září 2013 13:00 | Report | Japonsko                                        | 63 – 86 | Rusko               |  | Městská hala Vodova, Brno Počet diváků: 2 158 Rozhodčí: Vaughan Charles Mayberry (AUS), Nicolas Maestre (FRA), Snehal Bendke (IND) |
| 23. září 2013 13:00 | Report | Skóre po čtvrtinách: 14:21, 24:22, 15:27, 10:16 |         |                     |  | Městská hala Vodova, Brno Počet diváků: 2 158 Rozhodčí: Vaughan Charles Mayberry (AUS), Nicolas Maestre (FRA), Snehal Bendke (IND) |
| 23. září 2013 13:00 | Report | Oga 23                                          | Body    | Osipovová 18        |  | Městská hala Vodova, Brno Počet diváků: 2 158 Rozhodčí: Vaughan Charles Mayberry (AUS), Nicolas Maestre (FRA), Snehal Bendke (IND) |
| 23. září 2013 13:00 | Report | Yoshida 7                                       | Dosk.   | Vidmerová 10        |  | Městská hala Vodova, Brno Počet diváků: 2 158 Rozhodčí: Vaughan Charles Mayberry (AUS), Nicolas Maestre (FRA), Snehal Bendke (IND) |
| 23. září 2013 13:00 | Report | Yoshida 7                                       | Asist.  | Hammon, Vidmerová 4 |  | Městská hala Vodova, Brno Počet diváků: 2 158 Rozhodčí: Vaughan Charles Mayberry (AUS), Nicolas Maestre (FRA), Snehal Bendke (IND) |

| 23. září 2013 18:00 | Report | Česko                                          | 67 – 53 | Argentina   |  | Městská hala Vodova, Brno Počet diváků: 2 950 Rozhodčí: Spyridon Gontas (GRE), Dawna Townsend (CAN), Bing Liang (CHN) |
| 23. září 2013 18:00 | Report | Skóre po čtvrtinách: 20:12, 13:13, 15:6, 19:22 |         |             |  | Městská hala Vodova, Brno Počet diváků: 2 950 Rozhodčí: Spyridon Gontas (GRE), Dawna Townsend (CAN), Bing Liang (CHN) |
| 23. září 2013 18:00 | Report | Vítečková 16                                   | Body    | Reggiardo 9 |  | Městská hala Vodova, Brno Počet diváků: 2 950 Rozhodčí: Spyridon Gontas (GRE), Dawna Townsend (CAN), Bing Liang (CHN) |
| 23. září 2013 18:00 | Report | Veselá 14                                      | Dosk.   | Fernández 7 |  | Městská hala Vodova, Brno Počet diváků: 2 950 Rozhodčí: Spyridon Gontas (GRE), Dawna Townsend (CAN), Bing Liang (CHN) |
| 23. září 2013 18:00 | Report | Horáková, Elhotová 3                           | Asist.  | González 5  |  | Městská hala Vodova, Brno Počet diváků: 2 950 Rozhodčí: Spyridon Gontas (GRE), Dawna Townsend (CAN), Bing Liang (CHN) |

| 24. září 2013 13:00 | Report | Argentina                                       | 58 – 59 | Japonsko   |  | Městská hala Vodova, Brno Počet diváků: 1 412 Rozhodčí: Felicia Andrea Grinter (USA), Vaughan Charles Mayberry (AUS), Timothy Andrew Frederick Brown (NZL) |
| 24. září 2013 13:00 | Report | Skóre po čtvrtinách: 18:17, 13:17, 11:14, 16:11 |         |            |  | Městská hala Vodova, Brno Počet diváků: 1 412 Rozhodčí: Felicia Andrea Grinter (USA), Vaughan Charles Mayberry (AUS), Timothy Andrew Frederick Brown (NZL) |
| 24. září 2013 13:00 | Report | Sánchez 16                                      | Body    | Oga 21     |  | Městská hala Vodova, Brno Počet diváků: 1 412 Rozhodčí: Felicia Andrea Grinter (USA), Vaughan Charles Mayberry (AUS), Timothy Andrew Frederick Brown (NZL) |
| 24. září 2013 13:00 | Report | Fernández 9                                     | Dosk.   | Yoshida 14 |  | Městská hala Vodova, Brno Počet diváků: 1 412 Rozhodčí: Felicia Andrea Grinter (USA), Vaughan Charles Mayberry (AUS), Timothy Andrew Frederick Brown (NZL) |
| 24. září 2013 13:00 | Report | Cava, Paoletta 2                                | Asist.  | Mitani 5   |  | Městská hala Vodova, Brno Počet diváků: 1 412 Rozhodčí: Felicia Andrea Grinter (USA), Vaughan Charles Mayberry (AUS), Timothy Andrew Frederick Brown (NZL) |

| 24. září 2013 18:00 | Report | Rusko                                         | 55 – 52 | Česko               |  | Městská hala Vodova, Brno Počet diváků: 3 200 Rozhodčí: Roberto Chiari (ITA), Roberto Vasquez (PUR), Grzegorz Ziemblicki (POL) |
| 24. září 2013 18:00 | Report | Skóre po čtvrtinách: 12:9, 21:13, 9:14, 13:16 |         |                     |  | Městská hala Vodova, Brno Počet diváků: 3 200 Rozhodčí: Roberto Chiari (ITA), Roberto Vasquez (PUR), Grzegorz Ziemblicki (POL) |
| 24. září 2013 18:00 | Report | Hammon 13                                     | Body    | Horáková 21         |  | Městská hala Vodova, Brno Počet diváků: 3 200 Rozhodčí: Roberto Chiari (ITA), Roberto Vasquez (PUR), Grzegorz Ziemblicki (POL) |
| 24. září 2013 18:00 | Report | Stěpanovová 13                                | Dosk.   | Veselá, Kulichová 6 |  | Městská hala Vodova, Brno Počet diváků: 3 200 Rozhodčí: Roberto Chiari (ITA), Roberto Vasquez (PUR), Grzegorz Ziemblicki (POL) |
| 24. září 2013 18:00 | Report | Artěšinová, Kuzinová 2                        | Asist.  | Horáková 4          |  | Městská hala Vodova, Brno Počet diváků: 3 200 Rozhodčí: Roberto Chiari (ITA), Roberto Vasquez (PUR), Grzegorz Ziemblicki (POL) |

| 25. září 2013 13:00 | Report | Argentina                                      | 59 – 77 | Rusko        |  | Městská hala Vodova, Brno Počet diváků: 1 210 Rozhodčí: Dawna Townsend (CAN), Grzegorz Ziemblicki (POL), Snehal Bendke (IND) |
| 25. září 2013 13:00 | Report | Skóre po čtvrtinách: 12:23, 22:21, 9:17, 16:16 |         |              |  | Městská hala Vodova, Brno Počet diváků: 1 210 Rozhodčí: Dawna Townsend (CAN), Grzegorz Ziemblicki (POL), Snehal Bendke (IND) |
| 25. září 2013 13:00 | Report | Chesta 11                                      | Body    | Osipovová 20 |  | Městská hala Vodova, Brno Počet diváků: 1 210 Rozhodčí: Dawna Townsend (CAN), Grzegorz Ziemblicki (POL), Snehal Bendke (IND) |
| 25. září 2013 13:00 | Report | Pavón 8                                        | Dosk.   | Vidmerová 12 |  | Městská hala Vodova, Brno Počet diváků: 1 210 Rozhodčí: Dawna Townsend (CAN), Grzegorz Ziemblicki (POL), Snehal Bendke (IND) |
| 25. září 2013 13:00 | Report | Paoletta 2                                     | Asist.  | 3 hráči 3    |  | Městská hala Vodova, Brno Počet diváků: 1 210 Rozhodčí: Dawna Townsend (CAN), Grzegorz Ziemblicki (POL), Snehal Bendke (IND) |

| 25. září 2013 20:15 | Report | Japonsko                                        | 60 – 66 | Česko                 |  | Městská hala Vodova, Brno Počet diváků: 3 100 Rozhodčí: Spyridon Gontas (GRE), Felicia Andrea Grinter (USA), Charles Foster (RSA) |
| 25. září 2013 20:15 | Report | Skóre po čtvrtinách: 19:22, 11:16, 16:15, 14:13 |         |                       |  | Městská hala Vodova, Brno Počet diváků: 3 100 Rozhodčí: Spyridon Gontas (GRE), Felicia Andrea Grinter (USA), Charles Foster (RSA) |
| 25. září 2013 20:15 | Report | Oga 22                                          | Body    | Burgrová 14           |  | Městská hala Vodova, Brno Počet diváků: 3 100 Rozhodčí: Spyridon Gontas (GRE), Felicia Andrea Grinter (USA), Charles Foster (RSA) |
| 25. září 2013 20:15 | Report | Oga 6                                           | Dosk.   | Bortelová, Burgrová 8 |  | Městská hala Vodova, Brno Počet diváků: 3 100 Rozhodčí: Spyridon Gontas (GRE), Felicia Andrea Grinter (USA), Charles Foster (RSA) |
| 25. září 2013 20:15 | Report | Yoshida 3                                       | Asist.  | Horáková 3            |  | Městská hala Vodova, Brno Počet diváků: 3 100 Rozhodčí: Spyridon Gontas (GRE), Felicia Andrea Grinter (USA), Charles Foster (RSA) |

## Osmifinálové skupiny
Dvě osmifinálové skupiny byly tvořeny vždy šesti týmy. Tyto celky si do osmifinále přenesly výsledky zápasů ze základních skupin s týmy, které do osmifinálových skupin rovněž postoupily. V osmifinále poté odehrály další tři utkání s reprezentacemi z druhé základní skupiny, se kterými dosud nehrály. Vždy první čtyři celky v obou skupinách postoupily do vyřazovacích bojů o medaile, poslední dva týmy se utkaly mezi sebou o umístění na 9.–12. místě.

### Skupina E (Ostrava)
| Poř | Tým       | Záp | V | P | Skóre   | +/-  | Body |
| --- | --------- | --- | - | - | ------- | ---- | ---- |
| 1.  | USA       | 6   | 6 | 0 | 565:367 | +198 | 12   |
| 2.  | Austrálie | 6   | 5 | 1 | 476:363 | +113 | 11   |
| 3.  | Francie   | 6   | 4 | 2 | 371:338 | +33  | 10   |
| 4.  | Bělorusko | 6   | 3 | 3 | 371:424 | -53  | 9    |
| 5.  | Řecko     | 6   | 2 | 4 | 392:455 | -63  | 8    |
| 6.  | Kanada    | 6   | 1 | 5 | 306:387 | -81  | 7    |

| 27. září 2013 15:30 | Report | Řecko                                          | 54 – 93 | Austrálie              |  | ČEZ Aréna, Ostrava Počet diváků: 1 916 Rozhodčí: Jelena Černovová (RUS), Tomas Jasevičius (LTU), Fernando Jorge Sampietro (ARG) |
| 27. září 2013 15:30 | Report | Skóre po čtvrtinách: 15:27, 9:29, 13:16, 17:21 |         |                        |  | ČEZ Aréna, Ostrava Počet diváků: 1 916 Rozhodčí: Jelena Černovová (RUS), Tomas Jasevičius (LTU), Fernando Jorge Sampietro (ARG) |
| 27. září 2013 15:30 | Report | Dimitrakou, Kaltsidou 10                       | Body    | Cambage, Jacksonová 20 |  | ČEZ Aréna, Ostrava Počet diváků: 1 916 Rozhodčí: Jelena Černovová (RUS), Tomas Jasevičius (LTU), Fernando Jorge Sampietro (ARG) |
| 27. září 2013 15:30 | Report | Papamichail 5                                  | Dosk.   | Jacksonová 12          |  | ČEZ Aréna, Ostrava Počet diváků: 1 916 Rozhodčí: Jelena Černovová (RUS), Tomas Jasevičius (LTU), Fernando Jorge Sampietro (ARG) |
| 27. září 2013 15:30 | Report | Kalentzou, Lymoura 2                           | Asist.  | Phillips 6             |  | ČEZ Aréna, Ostrava Počet diváků: 1 916 Rozhodčí: Jelena Černovová (RUS), Tomas Jasevičius (LTU), Fernando Jorge Sampietro (ARG) |

| 27. září 2013 18:00 | Report | Francie                                        | 58 – 48 | Bělorusko    |  | ČEZ Aréna, Ostrava Počet diváků: 3 050 Rozhodčí: Vicente Bulto (ESP), Robert Vyklický (CZE), Gillian Lesli Ann Martindale (BAR) |
| 27. září 2013 18:00 | Report | Skóre po čtvrtinách: 14:8, 11:12, 11:17, 22:11 |         |              |  | ČEZ Aréna, Ostrava Počet diváků: 3 050 Rozhodčí: Vicente Bulto (ESP), Robert Vyklický (CZE), Gillian Lesli Ann Martindale (BAR) |
| 27. září 2013 18:00 | Report | Miyem 14                                       | Body    | Leuchanka 17 |  | ČEZ Aréna, Ostrava Počet diváků: 3 050 Rozhodčí: Vicente Bulto (ESP), Robert Vyklický (CZE), Gillian Lesli Ann Martindale (BAR) |
| 27. září 2013 18:00 | Report | Lepron 7                                       | Dosk.   | Leuchanka 14 |  | ČEZ Aréna, Ostrava Počet diváků: 3 050 Rozhodčí: Vicente Bulto (ESP), Robert Vyklický (CZE), Gillian Lesli Ann Martindale (BAR) |
| 27. září 2013 18:00 | Report | Dumercová 5                                    | Asist.  | 5 hráčů 2    |  | ČEZ Aréna, Ostrava Počet diváků: 3 050 Rozhodčí: Vicente Bulto (ESP), Robert Vyklický (CZE), Gillian Lesli Ann Martindale (BAR) |

| 27. září 2013 20:15 | Report | USA                                            | 87 – 46 | Kanada             |  | ČEZ Aréna, Ostrava Počet diváků: 2 620 Rozhodčí: Ivo Dolinek (CZE), Shoko Suguro (JPN), Karla Diniz (BRA) |
| 27. září 2013 20:15 | Report | Skóre po čtvrtinách: 19:14, 28:11, 19:13, 21:8 |         |                    |  | ČEZ Aréna, Ostrava Počet diváků: 2 620 Rozhodčí: Ivo Dolinek (CZE), Shoko Suguro (JPN), Karla Diniz (BRA) |
| 27. září 2013 20:15 | Report | Whalen 16                                      | Body    | Smith, Bekkering 8 |  | ČEZ Aréna, Ostrava Počet diváků: 2 620 Rozhodčí: Ivo Dolinek (CZE), Shoko Suguro (JPN), Karla Diniz (BRA) |
| 27. září 2013 20:15 | Report | Dupree 7                                       | Dosk.   | Aubry, Smith 5     |  | ČEZ Aréna, Ostrava Počet diváků: 2 620 Rozhodčí: Ivo Dolinek (CZE), Shoko Suguro (JPN), Karla Diniz (BRA) |
| 27. září 2013 20:15 | Report | Moore 4                                        | Asist.  | Aubry 3            |  | ČEZ Aréna, Ostrava Počet diváků: 2 620 Rozhodčí: Ivo Dolinek (CZE), Shoko Suguro (JPN), Karla Diniz (BRA) |

| 28. září 2013 15:30 | Report | Kanada                                         | 52 – 57 | Řecko                  |  | ČEZ Aréna, Ostrava Počet diváků: 2 080 Rozhodčí: Vicente Bulto (ESP), Fernando Jorge Sampietro (ARG), Shoko Suguro (JPN) |
| 28. září 2013 15:30 | Report | Skóre po čtvrtinách: 7:12, 13:16, 17:16, 15:13 |         |                        |  | ČEZ Aréna, Ostrava Počet diváků: 2 080 Rozhodčí: Vicente Bulto (ESP), Fernando Jorge Sampietro (ARG), Shoko Suguro (JPN) |
| 28. září 2013 15:30 | Report | Smith 10                                       | Body    | Papamichail 12         |  | ČEZ Aréna, Ostrava Počet diváků: 2 080 Rozhodčí: Vicente Bulto (ESP), Fernando Jorge Sampietro (ARG), Shoko Suguro (JPN) |
| 28. září 2013 15:30 | Report | Tatham, Smith 8                                | Dosk.   | Papamichail 7          |  | ČEZ Aréna, Ostrava Počet diváků: 2 080 Rozhodčí: Vicente Bulto (ESP), Fernando Jorge Sampietro (ARG), Shoko Suguro (JPN) |
| 28. září 2013 15:30 | Report | Phillips, Smith 2                              | Asist.  | Kalentzou, Kaltsidou 5 |  | ČEZ Aréna, Ostrava Počet diváků: 2 080 Rozhodčí: Vicente Bulto (ESP), Fernando Jorge Sampietro (ARG), Shoko Suguro (JPN) |

| 28. září 2013 18:00 | Report | Austrálie                                      | 62 – 52 | Francie     |  | ČEZ Aréna, Ostrava Počet diváků: 3 140 Rozhodčí: Ivo Dolinek (CZE), Jelena Černovová (RUS), Gillian Lesli Ann Martindale (BAR) |
| 28. září 2013 18:00 | Report | Skóre po čtvrtinách: 15:10, 19:15, 14:19, 14:8 |         |             |  | ČEZ Aréna, Ostrava Počet diváků: 3 140 Rozhodčí: Ivo Dolinek (CZE), Jelena Černovová (RUS), Gillian Lesli Ann Martindale (BAR) |
| 28. září 2013 18:00 | Report | Jacksonová 19                                  | Body    | Dumercová 9 |  | ČEZ Aréna, Ostrava Počet diváků: 3 140 Rozhodčí: Ivo Dolinek (CZE), Jelena Černovová (RUS), Gillian Lesli Ann Martindale (BAR) |
| 28. září 2013 18:00 | Report | Jacksonová 10                                  | Dosk.   | Ndongue 7   |  | ČEZ Aréna, Ostrava Počet diváků: 3 140 Rozhodčí: Ivo Dolinek (CZE), Jelena Černovová (RUS), Gillian Lesli Ann Martindale (BAR) |
| 28. září 2013 18:00 | Report | O'Hea 5                                        | Asist.  | Dumercová 4 |  | ČEZ Aréna, Ostrava Počet diváků: 3 140 Rozhodčí: Ivo Dolinek (CZE), Jelena Černovová (RUS), Gillian Lesli Ann Martindale (BAR) |

| 28. září 2013 20:15 | Report | Bělorusko                                       | 61 – 107 | USA              |  | ČEZ Aréna, Ostrava Počet diváků: 3 140 Rozhodčí: Robert Vycklický (CZE), Tomas Jasevičius (LTU), Karla Diniz (BRA) |
| 28. září 2013 20:15 | Report | Skóre po čtvrtinách: 11:37, 17:21, 16:27, 17:22 |          |                  |  | ČEZ Aréna, Ostrava Počet diváků: 3 140 Rozhodčí: Robert Vycklický (CZE), Tomas Jasevičius (LTU), Karla Diniz (BRA) |
| 28. září 2013 20:15 | Report | Kress 10                                        | Body     | Folwes 15        |  | ČEZ Aréna, Ostrava Počet diváků: 3 140 Rozhodčí: Robert Vycklický (CZE), Tomas Jasevičius (LTU), Karla Diniz (BRA) |
| 28. září 2013 20:15 | Report | Durieka, Kress 3                                | Dosk.    | Dupree, Fowles 6 |  | ČEZ Aréna, Ostrava Počet diváků: 3 140 Rozhodčí: Robert Vycklický (CZE), Tomas Jasevičius (LTU), Karla Diniz (BRA) |
| 28. září 2013 20:15 | Report | Trafimava 3                                     | Asist.   | 3 hráči 4        |  | ČEZ Aréna, Ostrava Počet diváků: 3 140 Rozhodčí: Robert Vycklický (CZE), Tomas Jasevičius (LTU), Karla Diniz (BRA) |

| 29. září 2013 15:30 | Report | Řecko                                           | 70 – 74 | Bělorusko    |  | ČEZ Aréna, Ostrava Počet diváků: 1 860 Rozhodčí: Vicente Bulto (ESP), Ivo Dolinek (CZE), Gillian Lesli Ann Martindale (BAR) |
| 29. září 2013 15:30 | Report | Skóre po čtvrtinách: 18:20, 20:20, 11:14, 21:20 |         |              |  | ČEZ Aréna, Ostrava Počet diváků: 1 860 Rozhodčí: Vicente Bulto (ESP), Ivo Dolinek (CZE), Gillian Lesli Ann Martindale (BAR) |
| 29. září 2013 15:30 | Report | Kaltsidou 29                                    | Body    | Leuchanka 24 |  | ČEZ Aréna, Ostrava Počet diváků: 1 860 Rozhodčí: Vicente Bulto (ESP), Ivo Dolinek (CZE), Gillian Lesli Ann Martindale (BAR) |
| 29. září 2013 15:30 | Report | Maltsi 5                                        | Dosk.   | Leuchanka 11 |  | ČEZ Aréna, Ostrava Počet diváků: 1 860 Rozhodčí: Vicente Bulto (ESP), Ivo Dolinek (CZE), Gillian Lesli Ann Martindale (BAR) |
| 29. září 2013 15:30 | Report | Maltsi 1                                        | Asist.  | Marchanka 5  |  | ČEZ Aréna, Ostrava Počet diváků: 1 860 Rozhodčí: Vicente Bulto (ESP), Ivo Dolinek (CZE), Gillian Lesli Ann Martindale (BAR) |

| 29. září 2013 18:00 | Report | Francie                                      | 49 – 47 | Kanada            |  | ČEZ Aréna, Ostrava Počet diváků: 4 080 Rozhodčí: Robert Vyklický (CZE), Shoko Suguro (JPN), Karla Diniz (BRA) |
| 29. září 2013 18:00 | Report | Skóre po čtvrtinách: 12:16, 15:9, 6:3, 16:19 |         |                   |  | ČEZ Aréna, Ostrava Počet diváků: 4 080 Rozhodčí: Robert Vyklický (CZE), Shoko Suguro (JPN), Karla Diniz (BRA) |
| 29. září 2013 18:00 | Report | Lardy, Miyem 9                               | Body    | Smith, Achonwa 12 |  | ČEZ Aréna, Ostrava Počet diváků: 4 080 Rozhodčí: Robert Vyklický (CZE), Shoko Suguro (JPN), Karla Diniz (BRA) |
| 29. září 2013 18:00 | Report | Digbeu 5                                     | Dosk.   | Achonwa 8         |  | ČEZ Aréna, Ostrava Počet diváků: 4 080 Rozhodčí: Robert Vyklický (CZE), Shoko Suguro (JPN), Karla Diniz (BRA) |
| 29. září 2013 18:00 | Report | Laborde 2                                    | Asist.  | Gabriele 5        |  | ČEZ Aréna, Ostrava Počet diváků: 4 080 Rozhodčí: Robert Vyklický (CZE), Shoko Suguro (JPN), Karla Diniz (BRA) |

| 29. září 2013 20:15 | Report | USA                                             | 83 – 75 | Austrálie  |  | ČEZ Aréna, Ostrava Počet diváků: 6 340 Rozhodčí: Fernando Jorge Sampietro (ARG), Tomas Jasevičius (LTU), Jelena Černovová (RUS) |
| 29. září 2013 20:15 | Report | Skóre po čtvrtinách: 29:18, 22:15, 21:24, 11:18 |         |            |  | ČEZ Aréna, Ostrava Počet diváků: 6 340 Rozhodčí: Fernando Jorge Sampietro (ARG), Tomas Jasevičius (LTU), Jelena Černovová (RUS) |
| 29. září 2013 20:15 | Report | Taurasi 24                                      | Body    | Cambage 18 |  | ČEZ Aréna, Ostrava Počet diváků: 6 340 Rozhodčí: Fernando Jorge Sampietro (ARG), Tomas Jasevičius (LTU), Jelena Černovová (RUS) |
| 29. září 2013 20:15 | Report | Fowles 6                                        | Dosk.   | Cambage 7  |  | ČEZ Aréna, Ostrava Počet diváků: 6 340 Rozhodčí: Fernando Jorge Sampietro (ARG), Tomas Jasevičius (LTU), Jelena Černovová (RUS) |
| 29. září 2013 20:15 | Report | Taurasi 3                                       | Asist.  | Harrower 7 |  | ČEZ Aréna, Ostrava Počet diváků: 6 340 Rozhodčí: Fernando Jorge Sampietro (ARG), Tomas Jasevičius (LTU), Jelena Černovová (RUS) |

### Skupina F (Brno)
| Poř | Tým         | Záp | V | P | Skóre   | +/-  | Body |
| --- | ----------- | --- | - | - | ------- | ---- | ---- |
| 1.  | Rusko       | 6   | 6 | 0 | 451:342 | +109 | 12   |
| 2.  | Španělsko   | 6   | 5 | 1 | 463:354 | +109 | 11   |
| 3.  | Česko       | 6   | 4 | 2 | 422:380 | +42  | 10   |
| 4.  | Jižní Korea | 6   | 3 | 3 | 376:451 | -75  | 9    |
| 5.  | Brazílie    | 6   | 2 | 4 | 413:454 | -41  | 8    |
| 6.  | Japonsko    | 6   | 1 | 5 | 396:454 | -58  | 7    |

| 27. září 2013 15:30 | Report | Japonsko                                        | 59 – 86 | Španělsko |  | Městská hala Vodova, Brno Počet diváků: 1 570 Rozhodčí: Roberto Chiari (ITA), Grzegorz Ziemblicki (POL), Bing Liang (CHN) |
| 27. září 2013 15:30 | Report | Skóre po čtvrtinách: 12:28, 15:22, 20:13, 12:23 |         |           |  | Městská hala Vodova, Brno Počet diváků: 1 570 Rozhodčí: Roberto Chiari (ITA), Grzegorz Ziemblicki (POL), Bing Liang (CHN) |
| 27. září 2013 15:30 | Report | Mitani 16                                       | Body    | Lyttle 29 |  | Městská hala Vodova, Brno Počet diváků: 1 570 Rozhodčí: Roberto Chiari (ITA), Grzegorz Ziemblicki (POL), Bing Liang (CHN) |
| 27. září 2013 15:30 | Report | Mitani 6                                        | Dosk.   | Lyttle 11 |  | Městská hala Vodova, Brno Počet diváků: 1 570 Rozhodčí: Roberto Chiari (ITA), Grzegorz Ziemblicki (POL), Bing Liang (CHN) |
| 27. září 2013 15:30 | Report | Ishikawa 5                                      | Asist.  | 4 hráči 3 |  | Městská hala Vodova, Brno Počet diváků: 1 570 Rozhodčí: Roberto Chiari (ITA), Grzegorz Ziemblicki (POL), Bing Liang (CHN) |

| 27. září 2013 18:00 | Report | Česko                                           | 96 – 65 | Jižní Korea      |  | Městská hala Vodova, Brno Počet diváků: 2 970 Rozhodčí: Vaughan Charles Mayberry (AUS), Roberto Vazquez (PUR), Nicolas Maestre (FRA) |
| 27. září 2013 18:00 | Report | Skóre po čtvrtinách: 28:16, 21:17, 22:15, 25:17 |         |                  |  | Městská hala Vodova, Brno Počet diváků: 2 970 Rozhodčí: Vaughan Charles Mayberry (AUS), Roberto Vazquez (PUR), Nicolas Maestre (FRA) |
| 27. září 2013 18:00 | Report | Vítečková 27                                    | Body    | Beon 17          |  | Městská hala Vodova, Brno Počet diváků: 2 970 Rozhodčí: Vaughan Charles Mayberry (AUS), Roberto Vazquez (PUR), Nicolas Maestre (FRA) |
| 27. září 2013 18:00 | Report | Horáková 7                                      | Dosk.   | Kim B. 5         |  | Městská hala Vodova, Brno Počet diváků: 2 970 Rozhodčí: Vaughan Charles Mayberry (AUS), Roberto Vazquez (PUR), Nicolas Maestre (FRA) |
| 27. září 2013 18:00 | Report | Elhotová, Veselá 4                              | Asist.  | Kim J., Kim K. 3 |  | Městská hala Vodova, Brno Počet diváků: 2 970 Rozhodčí: Vaughan Charles Mayberry (AUS), Roberto Vazquez (PUR), Nicolas Maestre (FRA) |

| 27. září 2013 20:15 | Report | Rusko                                           | 76 – 53 | Brazílie           |  | Městská hala Vodova, Brno Počet diváků: 2 410 Rozhodčí: Spyridon Gontas (GRE), Felicia Andrea Grinter (USA), Dawna Townsend (CAN) |
| 27. září 2013 20:15 | Report | Skóre po čtvrtinách: 20:13, 22:14, 17:13, 17:13 |         |                    |  | Městská hala Vodova, Brno Počet diváků: 2 410 Rozhodčí: Spyridon Gontas (GRE), Felicia Andrea Grinter (USA), Dawna Townsend (CAN) |
| 27. září 2013 20:15 | Report | Korstinová, Artěšinová 11                       | Body    | Pinto, de Souza 11 |  | Městská hala Vodova, Brno Počet diváků: 2 410 Rozhodčí: Spyridon Gontas (GRE), Felicia Andrea Grinter (USA), Dawna Townsend (CAN) |
| 27. září 2013 20:15 | Report | Artěšinová 8                                    | Dosk.   | de Souza 14        |  | Městská hala Vodova, Brno Počet diváků: 2 410 Rozhodčí: Spyridon Gontas (GRE), Felicia Andrea Grinter (USA), Dawna Townsend (CAN) |
| 27. září 2013 20:15 | Report | Osipovová 4                                     | Asist.  | 4 hráči 1          |  | Městská hala Vodova, Brno Počet diváků: 2 410 Rozhodčí: Spyridon Gontas (GRE), Felicia Andrea Grinter (USA), Dawna Townsend (CAN) |

| 28. září 2013 15:30 | Report | Brazílie                                                       | 93 – 91 | Japonsko   | prodl. | Městská hala Vodova, Brno Počet diváků: 1 620 Rozhodčí: Roberto Vazquez (PUR), Grzegorz Ziemblicki (POL), Vaughan Charles Mayberry (AUS) |
| 28. září 2013 15:30 | Report | Skóre po čtvrtinách: 24:14, 16:24, 21:14, 17:16, Prodl.: 15:13 |         |            | prodl. | Městská hala Vodova, Brno Počet diváků: 1 620 Rozhodčí: Roberto Vazquez (PUR), Grzegorz Ziemblicki (POL), Vaughan Charles Mayberry (AUS) |
| 28. září 2013 15:30 | Report | de Souza 32                                                    | Body    | Oga 23     | prodl. | Městská hala Vodova, Brno Počet diváků: 1 620 Rozhodčí: Roberto Vazquez (PUR), Grzegorz Ziemblicki (POL), Vaughan Charles Mayberry (AUS) |
| 28. září 2013 15:30 | Report | de Souza 18                                                    | Dosk.   | Yoshida 12 | prodl. | Městská hala Vodova, Brno Počet diváků: 1 620 Rozhodčí: Roberto Vazquez (PUR), Grzegorz Ziemblicki (POL), Vaughan Charles Mayberry (AUS) |
| 28. září 2013 15:30 | Report | Gustavo, Pinto 3                                               | Asist.  | Oga 6      | prodl. | Městská hala Vodova, Brno Počet diváků: 1 620 Rozhodčí: Roberto Vazquez (PUR), Grzegorz Ziemblicki (POL), Vaughan Charles Mayberry (AUS) |

| 28. září 2013 18:00 | Report | Španělsko                                      | 77 – 57 | Česko              |  | Městská hala Vodova, Brno Počet diváků: 3 200 Rozhodčí: Roberto Chiari (ITA), Dawna Townsend (CAN), Felicia Andrea Grinter (USA) |
| 28. září 2013 18:00 | Report | Skóre po čtvrtinách: 13:18, 24:14, 23:21, 17:4 |         |                    |  | Městská hala Vodova, Brno Počet diváků: 3 200 Rozhodčí: Roberto Chiari (ITA), Dawna Townsend (CAN), Felicia Andrea Grinter (USA) |
| 28. září 2013 18:00 | Report | Valdemoro 25                                   | Body    | Vítečková 16       |  | Městská hala Vodova, Brno Počet diváků: 3 200 Rozhodčí: Roberto Chiari (ITA), Dawna Townsend (CAN), Felicia Andrea Grinter (USA) |
| 28. září 2013 18:00 | Report | Lyttle 19                                      | Dosk.   | Horáková, Veselá 8 |  | Městská hala Vodova, Brno Počet diváků: 3 200 Rozhodčí: Roberto Chiari (ITA), Dawna Townsend (CAN), Felicia Andrea Grinter (USA) |
| 28. září 2013 18:00 | Report | Valdemoro 4                                    | Asist.  | Horáková           |  | Městská hala Vodova, Brno Počet diváků: 3 200 Rozhodčí: Roberto Chiari (ITA), Dawna Townsend (CAN), Felicia Andrea Grinter (USA) |

| 28. září 2013 20:15 | Report | Jižní Korea                                     | 48 – 81 | Rusko          |  | Městská hala Vodova, Brno Počet diváků: 2 280 Rozhodčí: Spyridon Gontas (GRE), Nicolas Maestre (FRA), Bing Liang (CHN) |
| 28. září 2013 20:15 | Report | Skóre po čtvrtinách: 16:16, 12:13, 10:25, 10:27 |         |                |  | Městská hala Vodova, Brno Počet diváků: 2 280 Rozhodčí: Spyridon Gontas (GRE), Nicolas Maestre (FRA), Bing Liang (CHN) |
| 28. září 2013 20:15 | Report | Sin 14                                          | Body    | Stěpanovová 14 |  | Městská hala Vodova, Brno Počet diváků: 2 280 Rozhodčí: Spyridon Gontas (GRE), Nicolas Maestre (FRA), Bing Liang (CHN) |
| 28. září 2013 20:15 | Report | Beon 5                                          | Dosk.   | Osipovová 11   |  | Městská hala Vodova, Brno Počet diváků: 2 280 Rozhodčí: Spyridon Gontas (GRE), Nicolas Maestre (FRA), Bing Liang (CHN) |
| 28. září 2013 20:15 | Report | Beon, Kim K. 3                                  | Asist.  | Vidmerová 6    |  | Městská hala Vodova, Brno Počet diváků: 2 280 Rozhodčí: Spyridon Gontas (GRE), Nicolas Maestre (FRA), Bing Liang (CHN) |

| 29. září 2013 15:30 | Report | Japonsko                                        | 64 – 65 | Jižní Korea   |  | Městská hala Vodova, Brno Počet diváků: 1 430 Rozhodčí: Dawna Townsend (CAN), Grzegorz Ziemblicki (POL), Roberto Vazquez (PUR) |
| 29. září 2013 15:30 | Report | Skóre po čtvrtinách: 15:21, 13:12, 18:17, 18:15 |         |               |  | Městská hala Vodova, Brno Počet diváků: 1 430 Rozhodčí: Dawna Townsend (CAN), Grzegorz Ziemblicki (POL), Roberto Vazquez (PUR) |
| 29. září 2013 15:30 | Report | Oga 17                                          | Body    | Jung S. M. 21 |  | Městská hala Vodova, Brno Počet diváků: 1 430 Rozhodčí: Dawna Townsend (CAN), Grzegorz Ziemblicki (POL), Roberto Vazquez (PUR) |
| 29. září 2013 15:30 | Report | Yoshida 9                                       | Dosk.   | Beon 7        |  | Městská hala Vodova, Brno Počet diváků: 1 430 Rozhodčí: Dawna Townsend (CAN), Grzegorz Ziemblicki (POL), Roberto Vazquez (PUR) |
| 29. září 2013 15:30 | Report | Yoshida 7                                       | Asist.  | Jung S. M. 6  |  | Městská hala Vodova, Brno Počet diváků: 1 430 Rozhodčí: Dawna Townsend (CAN), Grzegorz Ziemblicki (POL), Roberto Vazquez (PUR) |

| 29. září 2013 18:00 | Report | Česko                                           | 84 – 70 | Brazílie          |  | Městská hala Vodova, Brno Počet diváků: 3 140 Rozhodčí: Felicia Andrea Grienter (USA), Vaughan Charles Mayberry (AUS), Bing Liang (CHN) |
| 29. září 2013 18:00 | Report | Skóre po čtvrtinách: 17:20, 17:16, 26:19, 24:15 |         |                   |  | Městská hala Vodova, Brno Počet diváků: 3 140 Rozhodčí: Felicia Andrea Grienter (USA), Vaughan Charles Mayberry (AUS), Bing Liang (CHN) |
| 29. září 2013 18:00 | Report | Vítečková 24                                    | Body    | Castro Marques 27 |  | Městská hala Vodova, Brno Počet diváků: 3 140 Rozhodčí: Felicia Andrea Grienter (USA), Vaughan Charles Mayberry (AUS), Bing Liang (CHN) |
| 29. září 2013 18:00 | Report | Veselá, Vítečková 8                             | Dosk.   | de Souza 7        |  | Městská hala Vodova, Brno Počet diváků: 3 140 Rozhodčí: Felicia Andrea Grienter (USA), Vaughan Charles Mayberry (AUS), Bing Liang (CHN) |
| 29. září 2013 18:00 | Report | Horáková 6                                      | Asist.  | Luz 5             |  | Městská hala Vodova, Brno Počet diváků: 3 140 Rozhodčí: Felicia Andrea Grienter (USA), Vaughan Charles Mayberry (AUS), Bing Liang (CHN) |

| 29. září 2013 20:15 | Report | Rusko                                           | 76 – 67 | Španělsko    |  | Městská hala Vodova, Brno Počet diváků: 2 540 Rozhodčí: Roberto Chiari (ITA), Nicolas Maestre (FRA), Spyridon Gontas (GRE) |
| 29. září 2013 20:15 | Report | Skóre po čtvrtinách: 20:25, 16:12, 18:18, 22:12 |         |              |  | Městská hala Vodova, Brno Počet diváků: 2 540 Rozhodčí: Roberto Chiari (ITA), Nicolas Maestre (FRA), Spyridon Gontas (GRE) |
| 29. září 2013 20:15 | Report | Hammon 27                                       | Body    | Valdemoro 21 |  | Městská hala Vodova, Brno Počet diváků: 2 540 Rozhodčí: Roberto Chiari (ITA), Nicolas Maestre (FRA), Spyridon Gontas (GRE) |
| 29. září 2013 20:15 | Report | Stěpanovová 9                                   | Dosk.   | Lyttle 12    |  | Městská hala Vodova, Brno Počet diváků: 2 540 Rozhodčí: Roberto Chiari (ITA), Nicolas Maestre (FRA), Spyridon Gontas (GRE) |
| 29. září 2013 20:15 | Report | Arteshina, Danilochkina 2                       | Asist.  | Montañana 4  |  | Městská hala Vodova, Brno Počet diváků: 2 540 Rozhodčí: Roberto Chiari (ITA), Nicolas Maestre (FRA), Spyridon Gontas (GRE) |

## Vyřazovací boje (Karlovy Vary)

### Zápasy o medaile
Týmy, které vypadly ve čtvrtfinále, hrály mezi sebou zápasy o umístění na 5.–8. místě.
|  | Čtvrtfinále                  | Čtvrtfinále                  |                              |           | Semifinále  | Semifinále  |  |  | Finále                       | Finále |
|  |                              |                              |                              |           |             |             |  |  |                              |        |
|  | 1. října 2010 (Karlovy Vary) |                              |                              |           |             |             |  |  |                              |        |
|  |                              |                              |                              |           |             |             |  |  |                              |        |
|  | USA                          | 106                          |                              |           |             |             |  |  |                              |        |
|  | USA                          | 106                          | 2. října 2010 (Karlovy Vary) |           |             |             |  |  |                              |        |
|  | Jižní Korea                  | 44                           |                              |           |             |             |  |  |                              |        |
|  | Jižní Korea                  | 44                           | USA                          | 106       |             |             |  |  |                              |        |
|  | 1. října 2010 (Karlovy Vary) |                              | USA                          | 106       |             |             |  |  |                              |        |
|  |                              | Španělsko                    | 70                           |           |             |             |  |  |                              |        |
|  | Francie                      | Španělsko                    | 70                           | 71        |             |             |  |  |                              |        |
|  | Francie                      |                              | 3. října 2010 (Karlovy Vary) | 71        |             |             |  |  |                              |        |
|  | Španělsko                    | 74 (p.)                      |                              |           |             |             |  |  |                              |        |
|  | Španělsko                    | 74 (p.)                      | USA                          | 89        |             |             |  |  |                              |        |
|  | 1. října 2010 (Karlovy Vary) |                              | USA                          | 89        |             |             |  |  |                              |        |
|  |                              | Česko                        | 69                           |           |             |             |  |  |                              |        |
|  | Austrálie                    | Česko                        | 69                           | 68        |             |             |  |  |                              |        |
|  | Austrálie                    | 2. října 2010 (Karlovy Vary) |                              | 68        |             |             |  |  |                              |        |
|  | Česko                        | 79                           |                              |           |             |             |  |  |                              |        |
|  | Česko                        | 79                           | Česko                        | 81 (p.)   | Třetí místo | Třetí místo |  |  |                              |        |
|  | 1. října 2010 (Karlovy Vary) |                              | Česko                        | 81 (p.)   | Třetí místo | Třetí místo |  |  |                              |        |
|  |                              | Bělorusko                    | 77                           |           |             |             |  |  |                              |        |
|  | Bělorusko                    | Bělorusko                    | 77                           | 70        | Španělsko   | 77          |  |  |                              |        |
|  | Bělorusko                    |                              |                              | 70        | Španělsko   | 77          |  |  |                              |        |
|  | Rusko                        | 53                           |                              | Bělorusko | 68          |             |  |  |                              |        |
|  | Rusko                        | 53                           |                              |           | 68          |             |  |  |                              |        |
|  |                              |                              |                              |           |             |             |  |  | 3. října 2010 (Karlovy Vary) |        |
|  |                              |                              |                              |           |             |             |  |  |                              |        |

#### Čtvrtfinále
| 1. října 2013 13:15 | Report | Bělorusko                                      | 70 – 53 | Rusko       |  | KV Arena, Karlovy Vary |
| 1. října 2013 13:15 | Report | Skóre po čtvrtinách: 23:11, 13:16, 14:8, 20:18 |         |             |  | KV Arena, Karlovy Vary |
| 1. října 2013 13:15 | Report | Leuchanka 17                                   | Body    | Hammon 16   |  | KV Arena, Karlovy Vary |
| 1. října 2013 13:15 | Report | Leuchanka 9                                    | Dosk.   | Osipovová 9 |  | KV Arena, Karlovy Vary |
| 1. října 2013 13:15 | Report | Marchanka 4                                    | Asist.  | Osipovová 2 |  | KV Arena, Karlovy Vary |

| 1. října 2013 15:30 | Report | USA                                            | 106 – 44 | Jižní Korea |  | KV Arena, Karlovy Vary |
| 1. října 2013 15:30 | Report | Skóre po čtvrtinách: 28:11, 20:11, 35:7, 23:15 |          |             |  | KV Arena, Karlovy Vary |
| 1. října 2013 15:30 | Report | McCoughtry 17                                  | Body     | Lim 10      |  | KV Arena, Karlovy Vary |
| 1. října 2013 15:30 | Report | Dupree 16                                      | Dosk.    | Beon 4      |  | KV Arena, Karlovy Vary |
| 1. října 2013 15:30 | Report | Taurasi 4                                      | Asist.   | Beon 3      |  | KV Arena, Karlovy Vary |

| 1. října 2013 18:30 | Report | Austrálie                                       | 68 – 79 | Česko        |  | KV Arena, Karlovy Vary |
| 1. října 2013 18:30 | Report | Skóre po čtvrtinách: 18:15, 14:20, 19:17, 17:27 |         |              |  | KV Arena, Karlovy Vary |
| 1. října 2013 18:30 | Report | Cambage 22                                      | Body    | Vítečková 27 |  | KV Arena, Karlovy Vary |
| 1. října 2013 18:30 | Report | Cambage 10                                      | Dosk.   | Horáková 8   |  | KV Arena, Karlovy Vary |
| 1. října 2013 18:30 | Report | O'Hea 2                                         | Asist.  | Horáková 2   |  | KV Arena, Karlovy Vary |

| 1. října 2013 20:45 | Report | Francie                                                     | 71 – 74 | Španělsko    | prodl. | KV Arena, Karlovy Vary |
| 1. října 2013 20:45 | Report | Skóre po čtvrtinách: 16:14, 10:8, 26:21, 13:22, Prodl.: 6:9 |         |              | prodl. | KV Arena, Karlovy Vary |
| 1. října 2013 20:45 | Report | Ndongue 14                                                  | Body    | Valdemoro 28 | prodl. | KV Arena, Karlovy Vary |
| 1. října 2013 20:45 | Report | Dumercová 6                                                 | Dosk.   | Lyttle 9     | prodl. | KV Arena, Karlovy Vary |
| 1. října 2013 20:45 | Report | Dumercová 7                                                 | Asist.  | Palauová 3   | prodl. | KV Arena, Karlovy Vary |

#### Semifinále
| 2. října 2013 18:30 | Report | Česko                                                         | 81 – 77 | Bělorusko      | prodl. | KV Arena, Karlovy Vary Rozhodčí: Nicolas Maestre (FRA), Vaughan Charles Mayberry (AUS), Dawna Townsend (CAN) |
| 2. října 2013 18:30 | Report | Skóre po čtvrtinách: 16:15, 16:19, 22:15, 14:19, Prodl.: 13:9 |         |                | prodl. | KV Arena, Karlovy Vary Rozhodčí: Nicolas Maestre (FRA), Vaughan Charles Mayberry (AUS), Dawna Townsend (CAN) |
| 2. října 2013 18:30 | Report | Vítečková 21                                                  | Body    | Verameyenka 24 | prodl. | KV Arena, Karlovy Vary Rozhodčí: Nicolas Maestre (FRA), Vaughan Charles Mayberry (AUS), Dawna Townsend (CAN) |
| 2. října 2013 18:30 | Report | Večeřová 8                                                    | Dosk.   | Marchanka 8    | prodl. | KV Arena, Karlovy Vary Rozhodčí: Nicolas Maestre (FRA), Vaughan Charles Mayberry (AUS), Dawna Townsend (CAN) |
| 2. října 2013 18:30 | Report | Horáková 5                                                    | Asist.  | Marchanka 4    | prodl. | KV Arena, Karlovy Vary Rozhodčí: Nicolas Maestre (FRA), Vaughan Charles Mayberry (AUS), Dawna Townsend (CAN) |

| 2. října 2013 20:45 | Report | USA                                             | 106 – 70 | Španělsko    |  | KV Arena, Karlovy Vary Rozhodčí: Spyridon Gontas (GRE), Tomas Jasevicius (LTU), Shoko Suguro (JPN) |
| 2. října 2013 20:45 | Report | Skóre po čtvrtinách: 29:16, 29:18, 29:19, 19:17 |          |              |  | KV Arena, Karlovy Vary Rozhodčí: Spyridon Gontas (GRE), Tomas Jasevicius (LTU), Shoko Suguro (JPN) |
| 2. října 2013 20:45 | Report | Catchings 14                                    | Body     | Fernández 16 |  | KV Arena, Karlovy Vary Rozhodčí: Spyridon Gontas (GRE), Tomas Jasevicius (LTU), Shoko Suguro (JPN) |
| 2. října 2013 20:45 | Report | Fowles 6                                        | Dosk.    | Pascua 5     |  | KV Arena, Karlovy Vary Rozhodčí: Spyridon Gontas (GRE), Tomas Jasevicius (LTU), Shoko Suguro (JPN) |
| 2. října 2013 20:45 | Report | Bird 5                                          | Asist.   | 4 hráči 1    |  | KV Arena, Karlovy Vary Rozhodčí: Spyridon Gontas (GRE), Tomas Jasevicius (LTU), Shoko Suguro (JPN) |

#### Finále
| 3. října 2013 20:00 | Report | USA                                             | 89 – 69 | Česko                  |  | KV Arena, Karlovy Vary Rozhodčí: Vicente Bulto (ESP), Fernando Jorge Sampietro (ARG), Jelena Černovová (RUS) |
| 3. října 2013 20:00 | Report | Skóre po čtvrtinách: 19:14, 21:21, 34:17, 15:17 |         |                        |  | KV Arena, Karlovy Vary Rozhodčí: Vicente Bulto (ESP), Fernando Jorge Sampietro (ARG), Jelena Černovová (RUS) |
| 3. října 2013 20:00 | Report | McCoughtry 18                                   | Body    | Kulichová 14           |  | KV Arena, Karlovy Vary Rozhodčí: Vicente Bulto (ESP), Fernando Jorge Sampietro (ARG), Jelena Černovová (RUS) |
| 3. října 2013 20:00 | Report | Fowles 7                                        | Dosk.   | Kulichová, Vítečková 5 |  | KV Arena, Karlovy Vary Rozhodčí: Vicente Bulto (ESP), Fernando Jorge Sampietro (ARG), Jelena Černovová (RUS) |
| 3. října 2013 20:00 | Report | Bird 3                                          | Asist.  | Horáková 5             |  | KV Arena, Karlovy Vary Rozhodčí: Vicente Bulto (ESP), Fernando Jorge Sampietro (ARG), Jelena Černovová (RUS) |

#### Zápas o 3. místo
| 3. října 2013 17:30 | Report | Španělsko                                       | 77 – 68 | Bělorusko      |  | KV Arena, Karlovy Vary Rozhodčí: Roberto Chiari (ITA), Felicia Andrea Grinter (USA), Ivo Dolinek (CZE) |
| 3. října 2013 17:30 | Report | Skóre po čtvrtinách: 28:15, 13:15, 21:19, 15:15 |         |                |  | KV Arena, Karlovy Vary Rozhodčí: Roberto Chiari (ITA), Felicia Andrea Grinter (USA), Ivo Dolinek (CZE) |
| 3. října 2013 17:30 | Report | Lyttle 22                                       | Body    | Verameyenka 20 |  | KV Arena, Karlovy Vary Rozhodčí: Roberto Chiari (ITA), Felicia Andrea Grinter (USA), Ivo Dolinek (CZE) |
| 3. října 2013 17:30 | Report | Lyttle 11                                       | Dosk.   | Leuchanka 6    |  | KV Arena, Karlovy Vary Rozhodčí: Roberto Chiari (ITA), Felicia Andrea Grinter (USA), Ivo Dolinek (CZE) |
| 3. října 2013 17:30 | Report | Montañanaová 4                                  | Asist.  | Verameyenka 3  |  | KV Arena, Karlovy Vary Rozhodčí: Roberto Chiari (ITA), Felicia Andrea Grinter (USA), Ivo Dolinek (CZE) |

### Zápasy o 5.–8. místo
|  | Semifinále              | Semifinále              |    |                         | Finále                  | Finále |  |
|  |                         |                         |    |                         |                         |        |  |
|  | 2. října (Karlovy Vary) |                         |    |                         |                         |        |  |
|  | Austrálie               | 78                      |    |                         |                         |        |  |
|  | Rusko                   | 73                      |    |                         |                         |        |  |
|  |                         |                         |    |                         |                         |        |  |
|  |                         |                         |    |                         | 3. října (Karlovy Vary) |        |  |
|  |                         |                         |    |                         | Francie                 | 62     |  |
|  |                         | Austrálie               | 74 |                         |                         |        |  |
|  |                         |                         |    |                         |                         |        |  |
|  |                         |                         |    |                         |                         |        |  |
|  |                         |                         |    |                         | O třetí místo           |        |  |
|  | 2. října (Karlovy Vary) | 2. října (Karlovy Vary) |    | 3. října (Karlovy Vary) | 3. října (Karlovy Vary) |        |  |
|  | Jižní Korea             | 46                      |    | Jižní Korea             | 76                      |        |  |
|  | Francie                 | 61                      |    |                         | Rusko                   | 87     |  |

#### Semifinále o 5.–8. místo
| 2. října 2013 13:15 | Report | Austrálie                                       | 78 – 73 | Rusko           |  | KV Arena, Karlovy Vary Rozhodčí: Roberto Chiari (ITA), Ivo Dolinek (CZE), Fernando Jorge Sampietro (ARG) |
| 2. října 2013 13:15 | Report | Skóre po čtvrtinách: 14:14, 18:20, 18:14, 28:25 |         |                 |  | KV Arena, Karlovy Vary Rozhodčí: Roberto Chiari (ITA), Ivo Dolinek (CZE), Fernando Jorge Sampietro (ARG) |
| 2. října 2013 13:15 | Report | Taylor, Cambage 19                              | Body    | Abrosimovová 20 |  | KV Arena, Karlovy Vary Rozhodčí: Roberto Chiari (ITA), Ivo Dolinek (CZE), Fernando Jorge Sampietro (ARG) |
| 2. října 2013 13:15 | Report | Jacksonová 9                                    | Dosk.   | Stěpanovová 6   |  | KV Arena, Karlovy Vary Rozhodčí: Roberto Chiari (ITA), Ivo Dolinek (CZE), Fernando Jorge Sampietro (ARG) |
| 2. října 2013 13:15 | Report | 4 hráči 1                                       | Asist.  | Abrosimovová 3  |  | KV Arena, Karlovy Vary Rozhodčí: Roberto Chiari (ITA), Ivo Dolinek (CZE), Fernando Jorge Sampietro (ARG) |

| 2. října 2013 15:30 | Report | Jižní Korea                                    | 46 – 61 | Francie         |  | KV Arena, Karlovy Vary Rozhodčí: Robert Vyklický (CZE), Roberto Vasquez (PUR), Grzegorz Ziemblicki (POL) |
| 2. října 2013 15:30 | Report | Skóre po čtvrtinách: 11:15, 12:16, 9:14, 14:16 |         |                 |  | KV Arena, Karlovy Vary Rozhodčí: Robert Vyklický (CZE), Roberto Vasquez (PUR), Grzegorz Ziemblicki (POL) |
| 2. října 2013 15:30 | Report | Beon 21                                        | Body    | Laborde 15      |  | KV Arena, Karlovy Vary Rozhodčí: Robert Vyklický (CZE), Roberto Vasquez (PUR), Grzegorz Ziemblicki (POL) |
| 2. října 2013 15:30 | Report | Sin 6                                          | Dosk.   | Dumercová 8     |  | KV Arena, Karlovy Vary Rozhodčí: Robert Vyklický (CZE), Roberto Vasquez (PUR), Grzegorz Ziemblicki (POL) |
| 2. října 2013 15:30 | Report | Kim J. 3                                       | Asist.  | Lardy, Lepron 4 |  | KV Arena, Karlovy Vary Rozhodčí: Robert Vyklický (CZE), Roberto Vasquez (PUR), Grzegorz Ziemblicki (POL) |

#### Zápas o 5. místo
| 3. října 2013 14:45 | Report | Francie                                        | 62 – 74 | Austrálie     |  | KV Arena, Karlovy Vary Rozhodčí: Dawna Townsend (CAN), Roberto Vazquez (PUR), Grzegorz Ziemblicki (POL) |
| 3. října 2013 14:45 | Report | Skóre po čtvrtinách: 7:21, 18:15, 14:17, 23:21 |         |               |  | KV Arena, Karlovy Vary Rozhodčí: Dawna Townsend (CAN), Roberto Vazquez (PUR), Grzegorz Ziemblicki (POL) |
| 3. října 2013 14:45 | Report | Godin 11                                       | Body    | Jacksonová 13 |  | KV Arena, Karlovy Vary Rozhodčí: Dawna Townsend (CAN), Roberto Vazquez (PUR), Grzegorz Ziemblicki (POL) |
| 3. října 2013 14:45 | Report | Amant, Jannault 4                              | Dosk.   | Jacksonová 8  |  | KV Arena, Karlovy Vary Rozhodčí: Dawna Townsend (CAN), Roberto Vazquez (PUR), Grzegorz Ziemblicki (POL) |
| 3. října 2013 14:45 | Report | Lardy 3                                        | Asist.  | Snell 2       |  | KV Arena, Karlovy Vary Rozhodčí: Dawna Townsend (CAN), Roberto Vazquez (PUR), Grzegorz Ziemblicki (POL) |

#### Zápas o 7. místo
| 3. října 2013 12:00 | Report | Jižní Korea                                     | 76 – 87 | Rusko         |  | KV Arena, Karlovy Vary Rozhodčí: Robert Vyklický (CZE), Timothy Andrew Frederick Brown (NZL), Karla Diniz (BRA) |
| 3. října 2013 12:00 | Report | Skóre po čtvrtinách: 29:26, 13:21, 15:22, 19:18 |         |               |  | KV Arena, Karlovy Vary Rozhodčí: Robert Vyklický (CZE), Timothy Andrew Frederick Brown (NZL), Karla Diniz (BRA) |
| 3. října 2013 12:00 | Report | Beon 24                                         | Body    | Korstinová 21 |  | KV Arena, Karlovy Vary Rozhodčí: Robert Vyklický (CZE), Timothy Andrew Frederick Brown (NZL), Karla Diniz (BRA) |
| 3. října 2013 12:00 | Report | Beon 4                                          | Dosk.   | Korstinová 8  |  | KV Arena, Karlovy Vary Rozhodčí: Robert Vyklický (CZE), Timothy Andrew Frederick Brown (NZL), Karla Diniz (BRA) |
| 3. října 2013 12:00 | Report | Kim J. 8                                        | Asist.  | Artěšinová 4  |  | KV Arena, Karlovy Vary Rozhodčí: Robert Vyklický (CZE), Timothy Andrew Frederick Brown (NZL), Karla Diniz (BRA) |

### Zápasy o 9.–12. místo
|  | Semifinále              | Semifinále              |    |                         | Finále                  | Finále |  |
|  |                         |                         |    |                         |                         |        |  |
|  | 1. října (Karlovy Vary) |                         |    |                         |                         |        |  |
|  | Řecko                   | 59                      |    |                         |                         |        |  |
|  | Japonsko                | 63                      |    |                         |                         |        |  |
|  |                         |                         |    |                         |                         |        |  |
|  |                         |                         |    |                         | 2. října (Karlovy Vary) |        |  |
|  |                         |                         |    |                         | Japonsko                | 79     |  |
|  |                         | Brazílie                | 84 |                         |                         |        |  |
|  |                         |                         |    |                         |                         |        |  |
|  |                         |                         |    |                         |                         |        |  |
|  |                         |                         |    |                         | O třetí místo           |        |  |
|  | 1. října (Karlovy Vary) | 1. října (Karlovy Vary) |    | 2. října (Karlovy Vary) | 2. října (Karlovy Vary) |        |  |
|  | Kanada                  | 58                      |    | Řecko                   | 71                      |        |  |
|  | Brazílie                | 64                      |    |                         | Kanada                  | 55     |  |

#### Semifinále o 9.–12. místo
| 1. října 2013 9:00 | Report | Řecko                                           | 59 – 63 | Japonsko  |  | KV Arena, Karlovy Vary |
| 1. října 2013 9:00 | Report | Skóre po čtvrtinách: 11:13, 15:15, 20:19, 13:16 |         |           |  | KV Arena, Karlovy Vary |
| 1. října 2013 9:00 | Report | Maltsi 27                                       | Body    | Oga 19    |  | KV Arena, Karlovy Vary |
| 1. října 2013 9:00 | Report | Kalentzou 9                                     | Dosk.   | Takada 9  |  | KV Arena, Karlovy Vary |
| 1. října 2013 9:00 | Report | Kalentzou 4                                     | Asist.  | Yoshida 4 |  | KV Arena, Karlovy Vary |

| 1. října 2013 11:00 | Report | Kanada                                          | 58 – 64 | Brazílie          |  | KV Arena, Karlovy Vary |
| 1. října 2013 11:00 | Report | Skóre po čtvrtinách: 11:18, 17:14, 17:13, 13:19 |         |                   |  | KV Arena, Karlovy Vary |
| 1. října 2013 11:00 | Report | Smith 17                                        | Body    | Castro Marques 16 |  | KV Arena, Karlovy Vary |
| 1. října 2013 11:00 | Report | Smith 8                                         | Dosk.   | de Souza 13       |  | KV Arena, Karlovy Vary |
| 1. října 2013 11:00 | Report | Gabriele 4                                      | Asist.  | Pinto 4           |  | KV Arena, Karlovy Vary |

#### Zápas o 9. místo
| 2. října 2013 9:00 | Report | Japonsko                                        | 79 – 84 | Brazílie    |  | KV Arena, Karlovy Vary Rozhodčí: Jelena Černovová(RUS), Felicia Andrea Grinter (USA), Bing Liang (CHN) |
| 2. října 2013 9:00 | Report | Skóre po čtvrtinách: 31:25, 14:17, 11:20, 23:22 |         |             |  | KV Arena, Karlovy Vary Rozhodčí: Jelena Černovová(RUS), Felicia Andrea Grinter (USA), Bing Liang (CHN) |
| 2. října 2013 9:00 | Report | Oga 21                                          | Body    | Oliveira 21 |  | KV Arena, Karlovy Vary Rozhodčí: Jelena Černovová(RUS), Felicia Andrea Grinter (USA), Bing Liang (CHN) |
| 2. října 2013 9:00 | Report | Yoshida 8                                       | Dosk.   | de Souza 13 |  | KV Arena, Karlovy Vary Rozhodčí: Jelena Černovová(RUS), Felicia Andrea Grinter (USA), Bing Liang (CHN) |
| 2. října 2013 9:00 | Report | Oga 9                                           | Asist.  | Pinto 5     |  | KV Arena, Karlovy Vary Rozhodčí: Jelena Černovová(RUS), Felicia Andrea Grinter (USA), Bing Liang (CHN) |

#### Zápas o 11. místo
| 2. října 2013 11:00 | Report | Řecko                                          | 71 – 55 | Kanada       |  | KV Arena, Karlovy Vary Rozhodčí: Vicente Bulto (ESP), Karla Diniz (BRA), Timoty Andrew Frederick Brown (NZL) |
| 2. října 2013 11:00 | Report | Skóre po čtvrtinách: 21:9, 11:12, 13:17, 26:17 |         |              |  | KV Arena, Karlovy Vary Rozhodčí: Vicente Bulto (ESP), Karla Diniz (BRA), Timoty Andrew Frederick Brown (NZL) |
| 2. října 2013 11:00 | Report | Kalentzou 21                                   | Body    | Phillips 19  |  | KV Arena, Karlovy Vary Rozhodčí: Vicente Bulto (ESP), Karla Diniz (BRA), Timoty Andrew Frederick Brown (NZL) |
| 2. října 2013 11:00 | Report | Kalentzou 9                                    | Dosk.   | Phillips 10  |  | KV Arena, Karlovy Vary Rozhodčí: Vicente Bulto (ESP), Karla Diniz (BRA), Timoty Andrew Frederick Brown (NZL) |
| 2. října 2013 11:00 | Report | Kalentzou 4                                    | Asist.  | Pilypaitis 3 |  | KV Arena, Karlovy Vary Rozhodčí: Vicente Bulto (ESP), Karla Diniz (BRA), Timoty Andrew Frederick Brown (NZL) |

### Zápasy o 13.–16. místo
|  | Semifinále              | Semifinále              |    |                         | Finále                  | Finále |  |
|  |                         |                         |    |                         |                         |        |  |
|  | 28. září (Karlovy Vary) |                         |    |                         |                         |        |  |
|  | Čína                    | 71                      |    |                         |                         |        |  |
|  | Senegal                 | 69                      |    |                         |                         |        |  |
|  |                         |                         |    |                         |                         |        |  |
|  |                         |                         |    |                         | 29. září (Karlovy Vary) |        |  |
|  |                         |                         |    |                         | Čína                    | 86     |  |
|  |                         | Argentina               | 60 |                         |                         |        |  |
|  |                         |                         |    |                         |                         |        |  |
|  |                         |                         |    |                         |                         |        |  |
|  |                         |                         |    |                         | O třetí místo           |        |  |
|  | 28. září (Karlovy Vary) | 28. září (Karlovy Vary) |    | 29. září (Karlovy Vary) | 29. září (Karlovy Vary) |        |  |
|  | Mali                    | 69                      |    | Senegal                 | 67                      |        |  |
|  | Argentina               | 74                      |    |                         | Mali                    | 69     |  |

#### Semifinále o 13.–16. místo
| 28. září 2013 17:00 | Report | Čína                                           | 71 – 69 | Senegal   |  | KV Arena, Karlovy Vary Rozhodčí: Gabriel Chiel Baum Spalter (URU), Charles Foster (RSA), Moussa Ismaila Toure (MLI) |
| 28. září 2013 17:00 | Report | Skóre po čtvrtinách: 19:8, 12:22, 20:18, 20:21 |         |           |  | KV Arena, Karlovy Vary Rozhodčí: Gabriel Chiel Baum Spalter (URU), Charles Foster (RSA), Moussa Ismaila Toure (MLI) |
| 28. září 2013 17:00 | Report | Miao 22                                        | Body    | Traore 17 |  | KV Arena, Karlovy Vary Rozhodčí: Gabriel Chiel Baum Spalter (URU), Charles Foster (RSA), Moussa Ismaila Toure (MLI) |
| 28. září 2013 17:00 | Report | Liu 10                                         | Dosk.   | Diop 6    |  | KV Arena, Karlovy Vary Rozhodčí: Gabriel Chiel Baum Spalter (URU), Charles Foster (RSA), Moussa Ismaila Toure (MLI) |
| 28. září 2013 17:00 | Report | Zhang H. 5                                     | Asist.  | Sy 3      |  | KV Arena, Karlovy Vary Rozhodčí: Gabriel Chiel Baum Spalter (URU), Charles Foster (RSA), Moussa Ismaila Toure (MLI) |

| 28. září 2013 19:30 | Report | Mali                                                        | 69 – 74 | Argentina  | prodl. | KV Arena, Karlovy Vary Rozhodčí: Aleksander Gorshkov (RUS), Timothy Andrew Frederick Brown (NZL), Snehal Bendke (IND) |
| 28. září 2013 19:30 | Report | Skóre po čtvrtinách: 22:28, 17:14, 15:14, 11:9, Prodl.: 4:9 |         |            | prodl. | KV Arena, Karlovy Vary Rozhodčí: Aleksander Gorshkov (RUS), Timothy Andrew Frederick Brown (NZL), Snehal Bendke (IND) |
| 28. září 2013 19:30 | Report | Diawara 18                                                  | Body    | Sanchez 21 | prodl. | KV Arena, Karlovy Vary Rozhodčí: Aleksander Gorshkov (RUS), Timothy Andrew Frederick Brown (NZL), Snehal Bendke (IND) |
| 28. září 2013 19:30 | Report | Coulibaly, Diawara 11                                       | Dosk.   | Mendoza 10 | prodl. | KV Arena, Karlovy Vary Rozhodčí: Aleksander Gorshkov (RUS), Timothy Andrew Frederick Brown (NZL), Snehal Bendke (IND) |
| 28. září 2013 19:30 | Report | Maiga Ba 4                                                  | Asist.  | Mendoza 3  | prodl. | KV Arena, Karlovy Vary Rozhodčí: Aleksander Gorshkov (RUS), Timothy Andrew Frederick Brown (NZL), Snehal Bendke (IND) |

#### Zápas o 13. místo
| 29. září 2013 17:00 | Report | Čína                                           | 86 – 60 | Argentina   |  | KV Arena, Karlovy Vary Rozhodčí: Aleksander Gorškov (RUS), Snehal Bendke (IND), Moussa Ismaila Toure (MLI) |
| 29. září 2013 17:00 | Report | Skóre po čtvrtinách: 25:15, 14:17, 22:19, 25:9 |         |             |  | KV Arena, Karlovy Vary Rozhodčí: Aleksander Gorškov (RUS), Snehal Bendke (IND), Moussa Ismaila Toure (MLI) |
| 29. září 2013 17:00 | Report | Chen N. 18                                     | Body    | Cava 18     |  | KV Arena, Karlovy Vary Rozhodčí: Aleksander Gorškov (RUS), Snehal Bendke (IND), Moussa Ismaila Toure (MLI) |
| 29. září 2013 17:00 | Report | Liu 11                                         | Dosk.   | Fernandez 5 |  | KV Arena, Karlovy Vary Rozhodčí: Aleksander Gorškov (RUS), Snehal Bendke (IND), Moussa Ismaila Toure (MLI) |
| 29. září 2013 17:00 | Report | 3 hráči 3                                      | Asist.  | Pavon 5     |  | KV Arena, Karlovy Vary Rozhodčí: Aleksander Gorškov (RUS), Snehal Bendke (IND), Moussa Ismaila Toure (MLI) |

#### Zápas o 15. místo
| 29. září 2013 19:30 | Report | Senegal                                                      | 67 – 69 | Mali                  | prodl. | KV Arena, Karlovy Vary Rozhodčí: Gabriel Chiel Baum Spalter (URU), Charles Foster (RSA), Timothy Andrew Frederick Brown (NZL) |
| 29. září 2013 19:30 | Report | Skóre po čtvrtinách: 14:18, 10:19, 17:10, 20:14, Prodl.: 6:8 |         |                       | prodl. | KV Arena, Karlovy Vary Rozhodčí: Gabriel Chiel Baum Spalter (URU), Charles Foster (RSA), Timothy Andrew Frederick Brown (NZL) |
| 29. září 2013 19:30 | Report | Traore 15                                                    | Body    | Diawara 14            | prodl. | KV Arena, Karlovy Vary Rozhodčí: Gabriel Chiel Baum Spalter (URU), Charles Foster (RSA), Timothy Andrew Frederick Brown (NZL) |
| 29. září 2013 19:30 | Report | Sy 8                                                         | Dosk.   | Coulibaly, Diawara 8  | prodl. | KV Arena, Karlovy Vary Rozhodčí: Gabriel Chiel Baum Spalter (URU), Charles Foster (RSA), Timothy Andrew Frederick Brown (NZL) |
| 29. září 2013 19:30 | Report | Dieng 2                                                      | Asist.  | Coulibaly, Maiga Ba 2 | prodl. | KV Arena, Karlovy Vary Rozhodčí: Gabriel Chiel Baum Spalter (URU), Charles Foster (RSA), Timothy Andrew Frederick Brown (NZL) |

## Konečné pořadí
| Pořadí           | Tým         | Z | V | P | Skóre   | B  |
| ---------------- | ----------- | - | - | - | ------- | -- |
| Zlatá medaile    | USA         | 9 | 9 | 0 | 866:550 | 18 |
| Stříbrná medaile | Česko       | 9 | 6 | 3 | 651:614 | 15 |
| Bronzová medaile | Španělsko   | 9 | 7 | 2 | 684:599 | 16 |
| 4.               | Bělorusko   | 9 | 4 | 5 | 586:635 | 13 |
| 5.               | Austrálie   | 9 | 7 | 2 | 696:577 | 16 |
| 6.               | Francie     | 9 | 5 | 4 | 565:529 | 14 |
| 7.               | Rusko       | 9 | 7 | 2 | 664:566 | 16 |
| 8.               | Jižní Korea | 9 | 3 | 6 | 542:705 | 12 |
| 9.               | Brazílie    | 8 | 4 | 4 | 561:591 | 12 |
| 10.              | Japonsko    | 8 | 2 | 6 | 538:597 | 10 |
| 11.              | Řecko       | 8 | 3 | 5 | 519:573 | 11 |
| 12.              | Kanada      | 8 | 1 | 7 | 419:522 | 9  |
| 13.              | Čína        | 5 | 2 | 3 | 343:353 | 7  |
| 14.              | Argentina   | 5 | 1 | 4 | 304:358 | 6  |
| 15.              | Mali        | 5 | 1 | 4 | 313:369 | 6  |
| 16.              | Senegal     | 5 | 0 | 5 | 301:414 | 5  |

## Ocenění
- Nejužitečnější hráčka turnaje:  Hana Horáková
- All-Stars team:  Hana Horáková,  Diana Taurasiová,  Eva Vítečková,  Sancho Lyttleová,  Jelena Levčenková